# Dassault Rafale

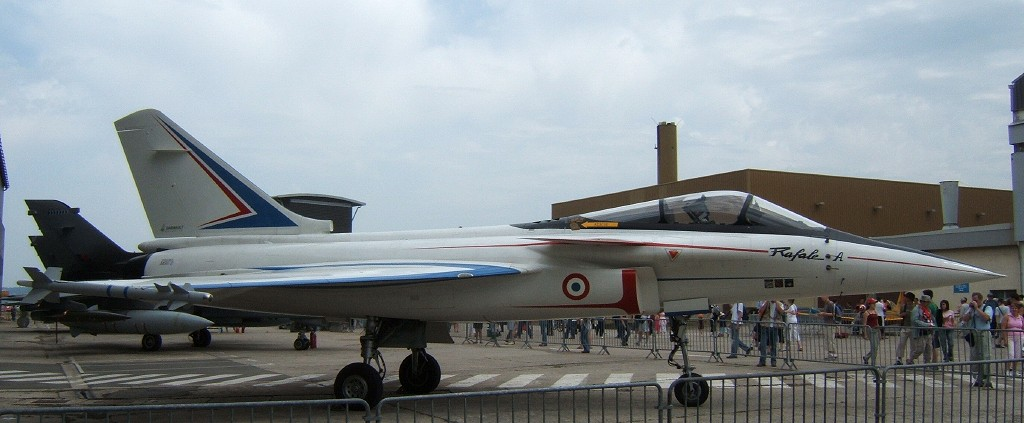
Il prototipo Rafale A.

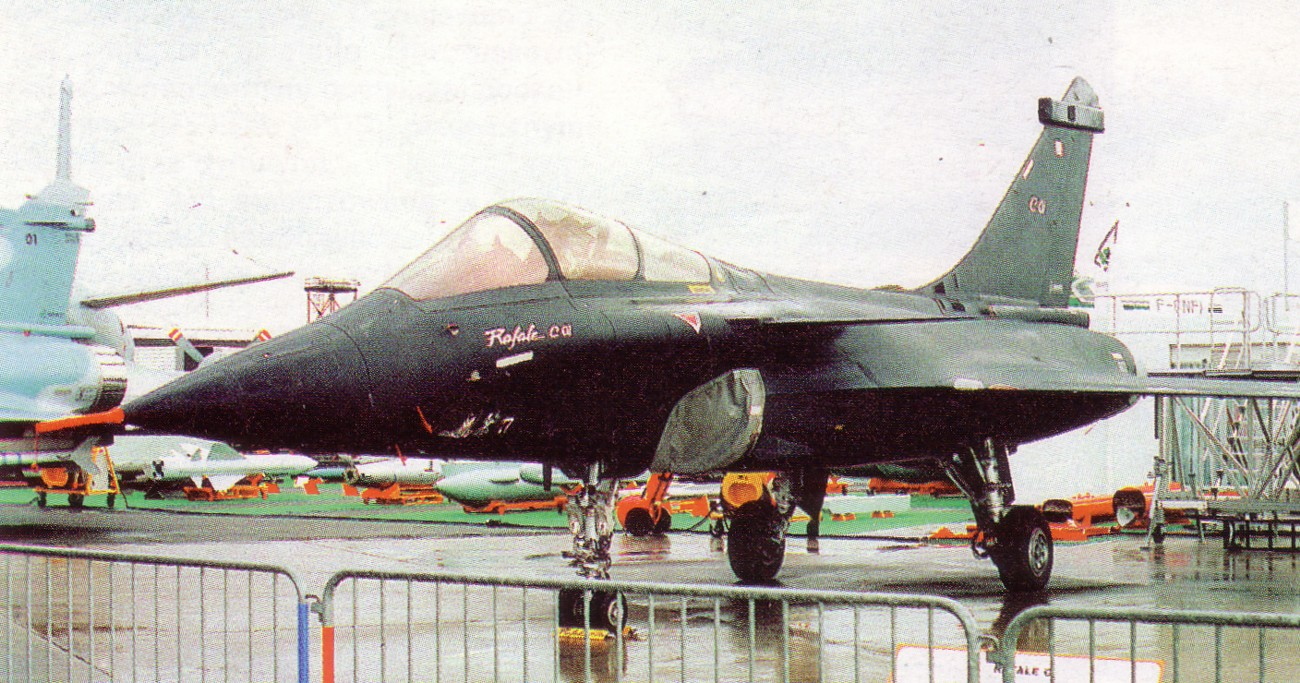
Il dimostratore Rafale C 01.

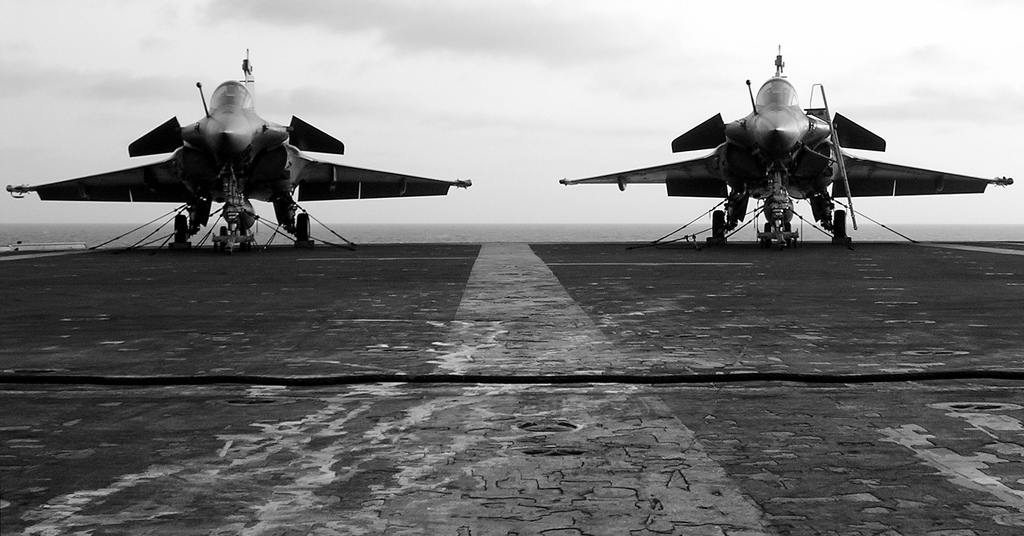
Due Rafale M dell'Aéronautique navale sul ponte di volo della portaerei Charles de Gaulle.

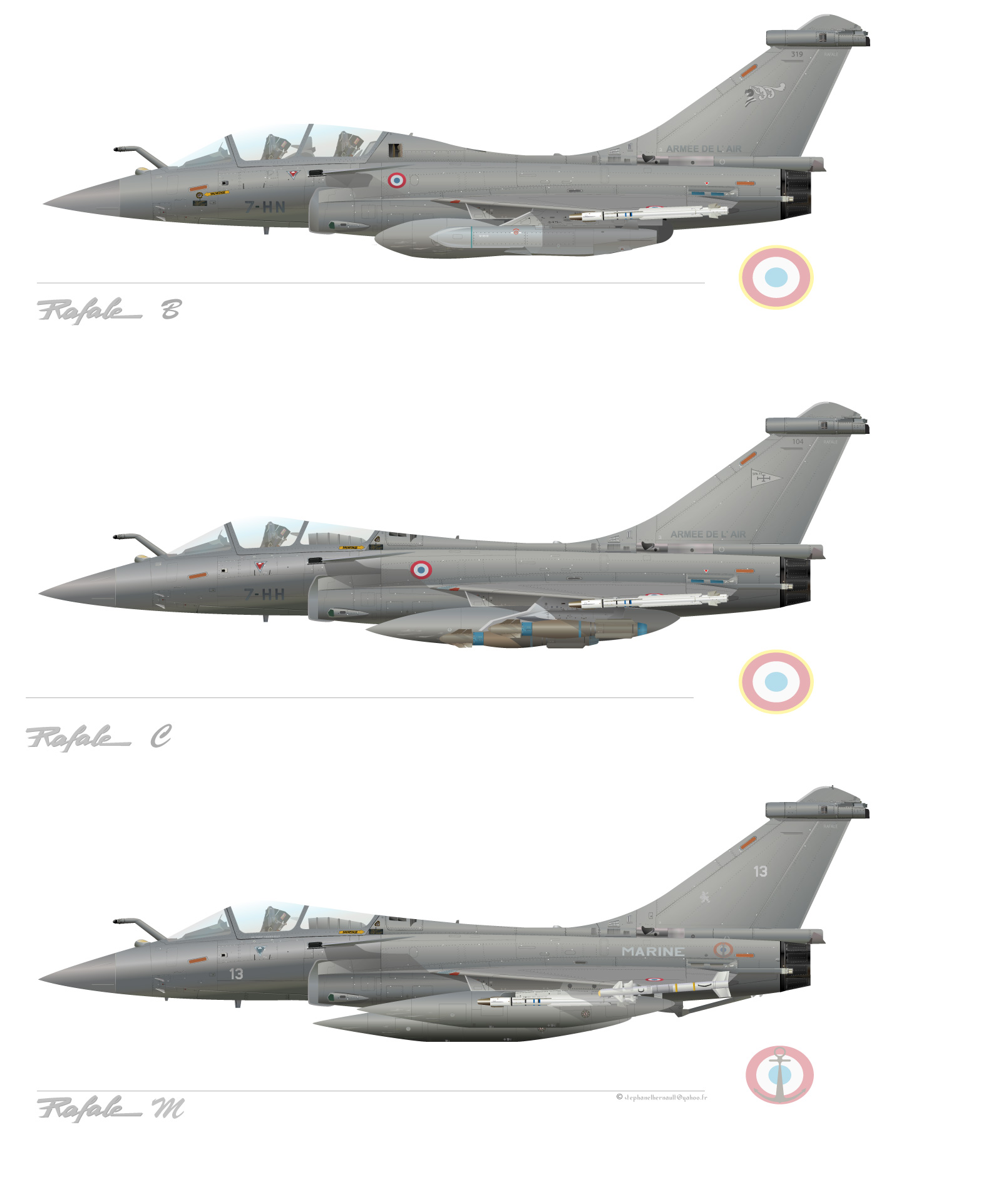
Profili delle versioni del Rafale.

Il Dassault Rafale (in italiano: "raffica") è un aereo da caccia multiruolo francese prodotto dalla Dassault Aviation. È caratterizzato da un'ala a delta e da alette canard, ha una coppia di motori turbofan Snecma M88-2 montati nella sezione di coda e un'unica e ampia deriva. È stato progettato per essere utilizzato sia dall'aeronautica militare francese sia dall'aviazione di marina come aereo imbarcato, da qui il termine omniruolo utilizzato dalla Dassault Aviation per definire il velivolo. È destinato anche all'esportazione, e molti paesi stranieri hanno dimostrato interesse verso il Rafale, tra cui l'India che nel 2012 è entrata in negoziazione esclusiva con Dassault Aviation per l'acquisto di 126 velivoli per un valore di circa 12 miliardi di dollari. Il Rafale è ITAR free.

## Introduzione
Le origini del Rafale possono essere fatte risalire alle discussioni comuni svoltesi tra le nazioni europee nei primi anni ottanta, nell'ambito del programma European Combat Aircraft. Ma sulla scia del precedente programma tri-nazionale Panavia Tornado, che aveva messo l'accento più sul lato aria-superficie, emerse presto che, a quel momento, il principale requisito richiesto dalle nazioni partecipanti (Regno Unito, Italia e Germania Ovest), il ruolo aria-aria, era diverso da quello che interessava alla Francia, indirizzata prevalentemente sul ruolo aria-superficie.
Sia l'Armée de l'Air, sia la Marine nationale (quest'ultima in maniera più pressante), avevano avanzato le loro richieste per una nuova generazione di caccia multiruolo (principalmente per sostituire i SEPECAT Jaguar e i Vought F-8 Crusader) e le loro esigenze erano abbastanza simili da poter essere accomunate in un unico progetto. Il Rafale è un aereo da caccia multiruolo che sostituirà 7 diversi modelli tra il 2000 e il 2010:
- SEPECAT Jaguar (cacciabombardiere, ritirato nel 2006);
- Dassault Super-Étendard (imbarcato, attacco aria-terra, ritirato nel 2016);
- Vought F-8 Crusader (imbarcato, copertura aerea della flotta, ritirato nel 1999);
- Dassault Mirage F1 (multiruolo, ritirato nel 2014);
- Dassault Mirage 2000 C (difesa aerea);
- Dassault Mirage 2000 N e D (cacciabombardiere con armi nucleari e convenzionali);
- Dassault Mirage IV (attacco nucleare e ricognizione, ritirato nel 2005).

Sarà indirizzato a 4 tipi di missioni diverse:
- missioni di difesa aerea;
- missioni di ricognizione;
- missioni d'attacco di precisione e di interdizione con armi convenzionali (missioni d'attacco aria-suolo);
- missioni nucleari.

Due degli aerei da sostituire operano a bordo di portaerei, il che richiede il soddisfacimento di particolari requisiti. Questi sono stati alcuni criteri che hanno determinato la decisione del governo e dell'industria francese di intraprendere in autonomia lo sviluppo del Rafale e dargli le caratteristiche per soddisfare le aspettative del mercato mondiale, e non strettamente quello dell'Europa occidentale.

La Dassault sviluppò il Rafale quando il Governo francese, nel 1985, decise di uscire dal programma Eurofighter Typhoon, per i motivi citati, ma anche per divergenze sui motori Snecma. Questo spiega la somiglianza di forme tra i due progetti.
Il prototipo del Rafale ha volato per la prima volta il 4 luglio 1986, e l'entrata in servizio è avvenuta il 4 dicembre 2000 con l'Aéronautique navale. Con un costo unitario che si aggira tra i 64 e 70 milioni di Euro, è l'aereo militare più costoso mai prodotto dalla Dassault.

### Versioni
Attualmente, ci sono tre versioni del Rafale: la monoposto Rafale M per le operazioni da una portaerei, il monoposto Rafale C e il biposto Rafale B per le operazioni da una base di terra. Queste tre versioni hanno l'80% degli elementi in comune con un'unica piattaforma e un unico sistema d'arma. Il Rafale costituirà il principale aereo da combattimento delle forze aeree francesi almeno fino al 2040.
Tutte le versioni
- Rafale A: prototipo e dimostratore del progetto Rafale.
- Rafale B: (biplace) versione biposto per l'addestramento destinato sia all'Armée de l'air che alla Marine nationale.
- Rafale C: (chasseur) versione monoposto da caccia per l'Armée de l'air.
- Rafale D: (discret) nome commerciale della versione C, per sottolinearne le caratteristiche stealth.
- Rafale M: (marine) versione monoposto per operazione dalle portaerei della Marine nationale, utilizzato principalmente per la difesa della flotta.
- Rafale N: versione biposto, conosciuta anche come Rafale BM, per operazione dalle portaerei della Marine nationale, utilizzato principalmente per l'addestramento e l'attacco al suolo. Questa versione è stata cancellata nel 2004.

## Studi

### Il dimostratore Rafale A (1986-1994)
Il dimostratore dell'ACX (Avion de Combat eXpérimental), denominato Rafale A e costruito in meno di un anno e mezzo, è presentato il 13 dicembre 1985 a Saint-Cloud alla presenza di Marcel Dassault.
Il Rafale A effettua il suo primo volo il 4 luglio 1986 pilotato da Guy Mitaux-Maurouard al centro studi della DGA sulla BA 125 a Istres con 2 motori General Electric F404. Dovendo essere multiruolo e imbarcato su una portaerei, deve essere in grado di volare ad alta quota così come seguendo il terreno. Rispetto all'ACX (Avion de Combat eXpérimental), il dimostratore è dotato di un'ala a doppio delta semi-bassa, di una deriva più alta, con prese d'aria semi-ventrali, senza i "souris" dei Mirage III, 2000 e 4000 e di alette canard collocate dietro la cabina di pilotaggio per una migliore visibilità del pilota. Questa combinazione di alette canard attive e di ala a delta permettono contemporaneamente sia un rapporto portanza/resistenza fluidodinamica sia un angolo d'attacco elevati. La sua prima presentazione in volo ha luogo al Paris Air Show, il 13 giugno 1991. È stato ritirato dal servizio dopo il 42º volo.

#### Quando la Marine nationale francese preferiva l'F/A-18 (1987)
Nel febbraio 1987, il presidente François Mitterrand ha annunciato il lancio di un aereo operativo derivato dal Rafale A, poi in giugno al Paris Air Show, ha detto che equipaggerà l'Armée de l'air e la Marine nationale francese. Quest'ultima apparentemente non vuole il Rafale M, che arriverà troppo tardi per sostituire i suoi Vought F-8 Crusader che risalgono al 1964 e prende in esame la trasformazione, che si sarebbe rivelata inaffidabile, di alcuni Super-Étendard d'attacco di dieci anni (ma i cui studi sono risalenti al 1953) in aerei intercettori.
A dispetto dei 7 appontaggi simulati del Rafale A sulla Clemenceau (R 98) del 30 aprile 1987, degli 85 sulla Foch (R 99) dal 4 all'8 luglio 1988, dei 124 atterraggi simulati sulla base BA 125 a Istres e dei 160 sulla base aeronavale BAN Nîmes-Garons, la preferenza della Marine nationale è tuttavia per l'affitto o l'acquisto di trenta McDonnell Douglas F/A-18 Hornet d'occasione che hanno dato loro prova sulle portaerei degli Stati Uniti. Nel 1988, a seguito di una relazione dell'Assemblea nazionale, delle critiche della stampa sulla "voragine di miliardi" o sul "Miraggio del Rafale" e dell'uscita del primo ministro Michel Rocard sui "danni industriali", i produttori sono invitati a contribuire fino al 25% dei costi di sviluppo, sono 40 miliardi di franchi, che dovrebbero recuperare nel medio termine con l'esportazione.
La decisione del ritiro dal programma della Marine nationale, che essa finanziava per la somma del 20%, avrebbe potuto essere catastrofica per le industrie coinvolte nel GIE Avion de Combat Européen (ACE) e per la ricerca e sviluppo francese, come precisato in una nuova relazione dell'Assemblea nazionale: la Marine nationale ha cercato "ad ogni costo [di] avere un determinato aeromobile e soprattutto diverso dalla quello dell'Armée de l'air. Questi errori commessi in passato erano stati spinti all'assurdo alla fine degli anni ottanta, con la proposizione di acquisto di F/A-18 per le portaerei con il rischio di indebolire lo strumento della sovranità, la coerenza dei dispositivi aerei e l'industria aerospaziale francese".
Dopo che Marcel Dassault si era dispiaciuto, è stato concordato un prolungamento della vita dei 17 F-8 Crusader per 800 milioni di franchi e la trasformazione di 71 Super-Étendard in una versione modernizzata (SEM) per una cifra non nota. Nel 1990, durante la guerra del Golfo, anche François Mitterrand si sarebbe pentito di questa scelta: "Prendo atto che ho commesso un errore grave [...]. Avrei dovuto scegliere l'F/A-18. Oggi, mi sento di raccomandare l'acquisto di aerei statunitensi, anche se ciò farà dispiacere al signor Dassault". Trascorsi quindici anni la marina ora è molto felice di constatare che i suoi Rafale F3 sono solo leggermente inferiori, o addirittura comparabili ai F/A-18E Super Hornet, entrati in servizio nel 1999, durante le esercitazioni con la U.S. Navy.

#### Il Rafale A è tuttavia accettato (1989)
Il dimostratore Rafale A, dopo aver superato la velocità di Mach 2 col General Electric F404 nel corso del suo 93º volo (il 4 marzo 1987), dopo aver realizzato degli appontaggi sulla Clemenceau (R 98) (il 30 aprile 1987) a velocità minima, e dopo aver effettuato un 460º volo con un reattore F404 a destra e un reattore M88 a sinistra (27 febbraio 1990), viene ritirato dal servizio dopo 867 voli (il 24 gennaio 1994).

## Sviluppo

### Avvio del programma (1988)
Il lancio del programma avvenne il 26 gennaio 1988 da un comitato interministeriale e il contratto di sviluppo è stato firmato il 21 aprile 1988. A quel tempo, AMD-BA (4 prototipi), SNECMA (M88-2), Thomson-CSF (radar RBE2, nuovo sistema di contromisure SPECTRA) e Dassault Systèmes passarono alla fase di realizzazione dei materiali per la preserie.

### I prototipi (1991-1993)
Dal dimostratore Rafale A vengono realizzati 4 prototipi:
- Rafale C 01 (il C 02 viene annullato nell'autunno del 1991), monoposto per l'Armée de l'Air, ordinato il 21 aprile 1988 e il cui primo volo ha avuto luogo il 19 maggio 1991;
- Rafale M 01 e M 02, monoposto per la Marine nationale, ordinato il 6 dicembre 1988 e il cui primo volo avvenne il 12 dicembre 1991 e 8 novembre 1993;
- Rafale B 01 (il Rafale N destinato alla Marine nationale è stato annullato il 22 settembre 2004), biposto per l'Armée de l'Air, il cui primo volo ha avuto luogo il 30 aprile 1993.

#### Il prototipoRafale C 01 Air
Il Rafale C 01, presentato con una colorazione nera per suggerirne le caratteristiche stealth, è un po' diverso dal dimostratore Rafale A. La compattezza del motore Snecma M88 rispetto al motore F404 consente in primo luogo di ridurre il peso del prototipo di una tonnellata (8,5 contro 9,5 tonnellate), riducendone anche la lunghezza di un metro, le dimensioni dell'ala di 1,15 m e la superficie dell'ala di 2 m². In termini di aerodinamica, l'ala si è semplificata, tornando alla semplice ala a delta dell'ACX. La coda è più breve e l'incrocio con la fusoliera è rivisto, spostando la presa d'aria del piano ausiliario di coda (tipico del Tornado e del Typhoon). L'aereo è dotato di un sistema integrato SPECTRA per la guerra elettronica, è dotato, come il Mirage 2000 di un palloncino, mentre le alette canard sono modificate e servono da aereo-freno. Il naso è più ampio, per ospitare il radar RBE2 (di Thomson-CSF poi Thales), ma inclinato verso il basso per una facile visibilità negli appontaggi. Infine, lo spazio tra i due reattori è ampliato.

#### Il prototipoRafale M 01eRafale M 02 Marine
I Rafale M 01 e M 02 hanno una colorazione grigia e sono al 90% identici al Rafale C 01. Pertanto, essi mantengono l'ala fissa, in contrasto con la tradizione dell'aviazione navale francese che utilizzava estremità alari mobili.
Il carrello di atterraggio principale Messier-Dowty è rafforzato per assorbire l'energia di atterraggio verticale corrispondente ad una velocità di 6,5 metri al secondo (o 23,4 km/h). Per il volo da una portaerei, la scelta di una barra nella catapulta al posto dei cavi collegati alla fusoliera richiede di rafforzare il carrello anteriore (in titanio e acciaio ad alta resistenza) che è più sollecitato. Gli ammortizzatori sono dotati di un dispositivo chiamato "jump strut" che permette di conservare l'energia della catapulta e di restituirla alla fine del ponte di volo. La tecnologia del carrello anteriore (alla quale si aggiungono dettagli come la rotazione di 360º delle ruote da fermo o di +/-75º al momento del rientro) e il suo ingombro obbligano a ridurre i punti di ancoraggio delle armi da 14 a 13 rispetto al C 01.
I Rafale M 01 e M 02 sono inoltre dotati di un gancio di coda di peso superiore a quelli utilizzati per atterraggi di emergenza del Rafale C 01, una scala telescopica che si ripiega nella fusoliera, di due batterie invece di una e, nell'estremità della deriva di un sistema inerziale a raggi infrarossi (misto GPS) di allineamento al mare TELEMIS della Sagem Défense Sécurité.

#### Il prototipoRafale B 01 Air
Il Rafale B 01, che è proposto con una colorazione mimetica, è identico al 90% al Rafale C 01. Tuttavia, questo è più pesante di 700 kg e la sua capacità di carburante è ridotta di 500 litri. La presa d'aria di raffreddamento è modificata per tener conto dell'alloggiamento del secondo pilota, il cui posto è identico a quello del primo pilota ed intercambiabile, il che è essenziale in missioni complesse di penetrazione.

## Messa in esercizio

### Costo del programma
Il costo del programma Rafale, che è stato 33,274 miliardi di euro per 294 aerei (compresa la progettazione, la produzione, il supporto, ecc.) nel 2005, è rivisto al rialzo nel 2008 a 39,6 miliardi di euro. Il costo medio stimato di un Rafale (tutte le versioni) è di circa 138,5 milioni di euro a fine del programma, esclusi i costi di sviluppi in corso. Tenuto conto della riduzione del programma proposto dal Libro bianco sulla Difesa, a 286 aerei, la nuova stima di costo è stata 140 milioni di euro per ciascun aeromobile.
Per la Corte dei conti, il costo del mantenimento è nel dicembre 2004 di 35.000 euro per ora di volo e dovrà, secondo il Ministero della difesa, diminuire a 10.000 euro per ora di volo per il Rafale Air e a 7.000 euro per il Rafale Marine nel 2012.

### Ordini francesi
Nel 1992, i fabbisogni sono stati rivisti al ribasso. Invece di 336 unità (225 monoposto C e 25 biposto B per l'Armée de l'air e 86 monoposto M per la Marine nationale), soltanto 294 Rafale sono previsti per l'Armée française: 234 per l'Armée de l'air (95 C e 139 B) e 60 monoposto M per la Marine nationale.
A seguito degli arbitrati dopo la pubblicazione del Libro bianco sulla Difesa e la Sicurezza Nazionale, del 17 giugno 2008, il numero di 294 Rafale potrebbe essere rivisto al ribasso o scaglionato nel tempo. In realtà, al 20 novembre 2008, il target è ormai di 286 aeromobili: 228 per l'Armée de l'air e 58 per la Marine nationale.
Il progetto di legge finanziaria del 2009 prevede l'ordine per altri 50 Rafale (che si aggiungono ai 120 già ordinati) portando l'ordine complessivamente a 180 velivoli (alla fine se ne ordineranno 286). Il costo totale del programma per lo Stato è stato di 39,6 miliardi di euro (condizioni finanziarie al 1º gennaio 2008) e il costo unitario per aereo (escluso sviluppo) varia tra 64 e 70 milioni di euro a seconda delle versioni.

## Utilizzatori

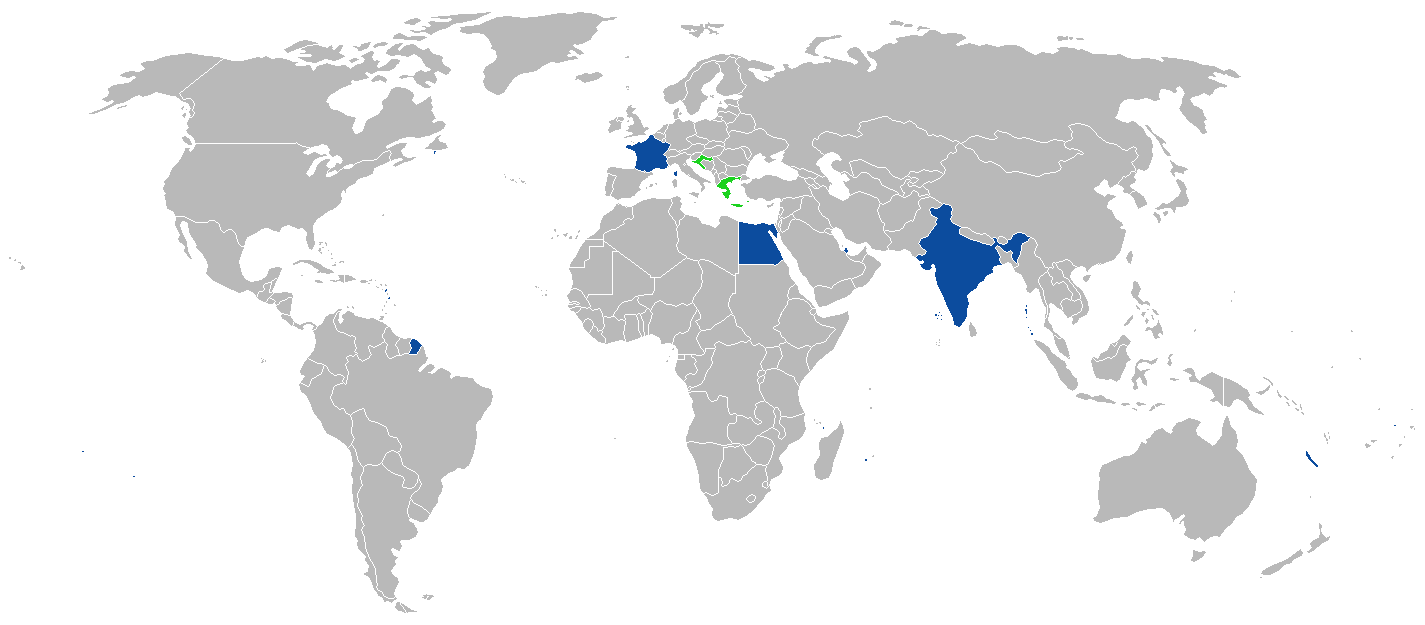
Utilizzatori del Dassault Rafale.
In uso
Esemplari ordinati

In uso
     Esemplari ordinati
 Francia
- Armée de l'air

234 tra Rafale C monoposto e Rafale B biposto ordinati.
Gli aerei sono stati così ordinati: 13 Rafale nel 1993 (Tranche 1); 48 nel 1999 (Tranche 2); 59 nel 2004 (Tronche 3); 60 nel 2009 (Tranche 4); e 42 nel 2023 (Tranche 5). 12 Rafale (8 monoposto e 4 biposto) sono stati ceduti all'Aeronautica greca il 25 gennaio 2021. Il 29 gennaio 2021, in sostituzione dei 12 aerei ceduti alla Grecia, sono stati ordinati altrettanti nuovi esemplari. Il 28 maggio 2021, 10 Rafale C F3R monoposto e 2 Rafale B F3R sono stati ceduti all'Aeronautica militare croata, che riceverà gli aerei a partire dal 2024. I suddetti 42 Rafale F4 (Tranche 5), ordinati a dicembre 2023, hanno portato il numero di Rafale francesi a 234.
- Aéronautique navale

45 Rafale M consegnati.
 Croazia
- Hrvatsko ratno zrakoplovstvo i protuzračna obrana

10 Rafale C F3R monoposto e 2 Rafale B F3R biposto ex Armée de l'air selezionati il 28 maggio 2021, ordinati ufficialmente il 25 novembre 2021. Primo esemplare, un Rafale B biposto, consegnato in Francia il 2 ottobre 2023. Primi sei esemplari (quattro monoposto e due biposto) entrati in servizio il 25 aprile 2024. Settimo esemplare consegnato il 21 novembre 2024. Ottavo aereo (un monoposto) consegnato l'11 dicembre 2024. Nono aereo (un Rafale C) consegnato il 23 gennaio 2025. Consegne terminate il 25 aprile 2025, con la consegna di un Rafale C monoposto.
 Egitto
- Al-Quwwat al-Jawwiyya al-Misriyya

24 ordinati, 16 Rafale B biposto e 8 Rafale C monoposto. All'agosto 2019 risultano consegnati 18 esemplari. Ulteriori 30 aerei sono stati ordinati il 4 maggio 2021.
 Emirati Arabi Uniti
- Al-Quwwāt al-Jawiyya al-Imārātiyya

80 Rafale F4.1 (55 Rafale CU e 25 Rafale DU) ordinati il 3 dicembre 2021, con il primo esemplare (un biposto DU) presentato in Francia il 29 gennaio 2025.
 Grecia
- Polemikí Aeroporía

Il 17 dicembre 2020, la sottocommissione parlamentare per gli appalti per la difesa del governo greco decise di procedere all'acquisizione di 14 caccia monoposto Rafale EG e 4 Rafale DG biposto, contratto reso ufficiale il 25 gennaio 2021. Dodici dei 18 aerei (10 monoposto e due biposto) sono ex aeromobili dell'aeronautica militare francese, con la consegna dei primi sei, prevista per giugno 2021, sei mesi dopo la firma del contratto. Il 21 luglio 2021, il primo Rafale BG (un esemplare biposto ex Armée de l'Air) è stato consegnato in Francia, è restato ancora per alcuni mesi per permettere l'addestramento di tecnici ed armieri. Ulteriori 6 esemplari (4 monoposto e 2 biposto) annunciati a settembre 2021, con ordine firmato a marzo 2022, hanno portato a 24 il totale degli aerei ordinati. I primi 6 Rafale F3R (4 monoposto più 2 biposto) sono arrivati in Grecia il 19 gennaio 2022. L'ultimo dei 24 aerei ordinati, un monoposto Rafale EG, è stato consegnato il 9 gennaio 2025.
 India
- Bhāratīya Vāyu Senā

36 aerei (28 EH monoposto e 8 DH biposto) ordinati il 23 settembre 2016, i primi 5 dei quali sono arrivati in India il 29 luglio 2020, ed entrati in servizio il 10 settembre 2020.
- Indian Naval Air Arm

26 Rafale (22 Rafale M imbarcati e 4 Rafale B terrestri da conversione operativa da utilizzare a terra) annunciato il 13 luglio 2023, con trattative concluse a fine febbraio 2025 e ordine ufficializzato il 28 aprile dello stesso anno.
 Indonesia
- Tentara Nasional Indonesia Angkatan Udara

6 Rafale (più 36 opzioni per un  fabbisogno totale di 42 esemplari) ordinati il 10 febbraio 2022, con consegne a partire dal 2026. Ulteriori 18 esemplari ordinati il 10 agosto 2023 che hanno portato a 24 il numero degli aerei da consegnare. L'8 gennaio 2024 sono stati ordinati ulteriori 18 esemplari che hanno portato a 42 gli aerei ordinati.
 Qatar
- Qatar Emiri Air Force

24 aerei (18 Rafale C e 8 Rafale B) ordinati a dicembre 2015, con consegne a partire dal primo trimestre del 2018, più un'opzione di 12 Rafale C trasformata in ordine a dicembre 2017. Il primo esemplare (un biposto) è stato consegnato a febbraio 2019. La fornitura comprende missili aria-aria a lungo raggio Meteor e missili aria-superficie Scalp. I primi 5 aerei (4 EQ monoposto ed 1 DQ biposto) sono arrivati in Qatar il 5 giugno 2019. Seguiti il 3 luglio 2019 da 4 EQ monoposto e 2 DQ biposto, ed il 3 settembre 2019 da 5 EQ monoposto. 3 EQ monoposto ed 1 DQ biposto consegnati il 27 luglio 2021. Consegne completate nel 2022.
 Serbia
- Vazduhoplovstvo i PVO Vojske Srbije

9 Rafale C e 3 Rafale B tutti allo standard F4, ordinati il 29 agosto 2024.

## Unità operative
Nel 1988, il 1º volo del velivolo di serie era prevista per la fine del 1995 con consegne a partire dal 1996. Nel 1990, la formazione del 1º squadrone di formazione dell'Armée de l'air è rinviata dal 1996 al 1999. Nel 1992, essa è rinviata al 2000. Dal 1994 al 2000, la messa in servizio slitta ogni anno di un altro anno, cosicché l'11 aprile 1996, la Dassault Aviation sospende senza preavviso l'industrializzazione del Rafale per mancanza di finanziamenti statali.
La Flottille 12F dell'Aéronautique navale, basata sulla BAN Landivisiau è la prima unità dotata del Rafale (18 maggio 2001) ma rimane 3 anni in una fase sperimentale, cosicché l'unità non è operativa che il 25 giugno 2004. Il Rafale M standard F2 è dichiarato operativo il 21 maggio 2008, mentre i primi 9 Rafale M standard F1 sono messi fuori servizio (de facto ritirati dal servizio) alla BAN Landivisiau in attesa di effettuare l'aggiornamento allo standard F3.
La prima unità dell'Armée de l'air lo squadrone da caccia 1/7 Provence della base aerea 113 Saint-Dizier-Robinson destinato a caccia-bombardamento, è stato operativo dal 26 giugno 2006.
Una seconda unità, lo squadrone da caccia 1/91 Gascogne destinato ad attacco nucleare, è stato creato il 31 marzo 2009 sulla stessa base aerea, ed è stato dichiarato operativo il 1º luglio 2010.
Il terzo squadrone sarà basato a Mont-de-Marsan, con una dominante per la ricognizione. La sua data di creazione dipenderà dal ritmo di consegne degli aerei e non sarebbe prevista prima del 2012.
Armée de l'air
- Escadron de chasse et d'expérimentation 5/330 Côte d'Argent dal 2001
- Escadron de chasse 1/7 Provence dal 2006
- Escadron de chasse 1/91 Gascogne dal 2009
- Escadron de transformation Rafale 2/92 Aquitaine dal 2010
- Escadron de chasse 3/30 Lorraine dal 2010
- Escadron de chasse 2/30 Normandie-Niemen dal 2012

Marine nationale
- Flottille 12F dal 2000
- Flottille 11F dal 2011

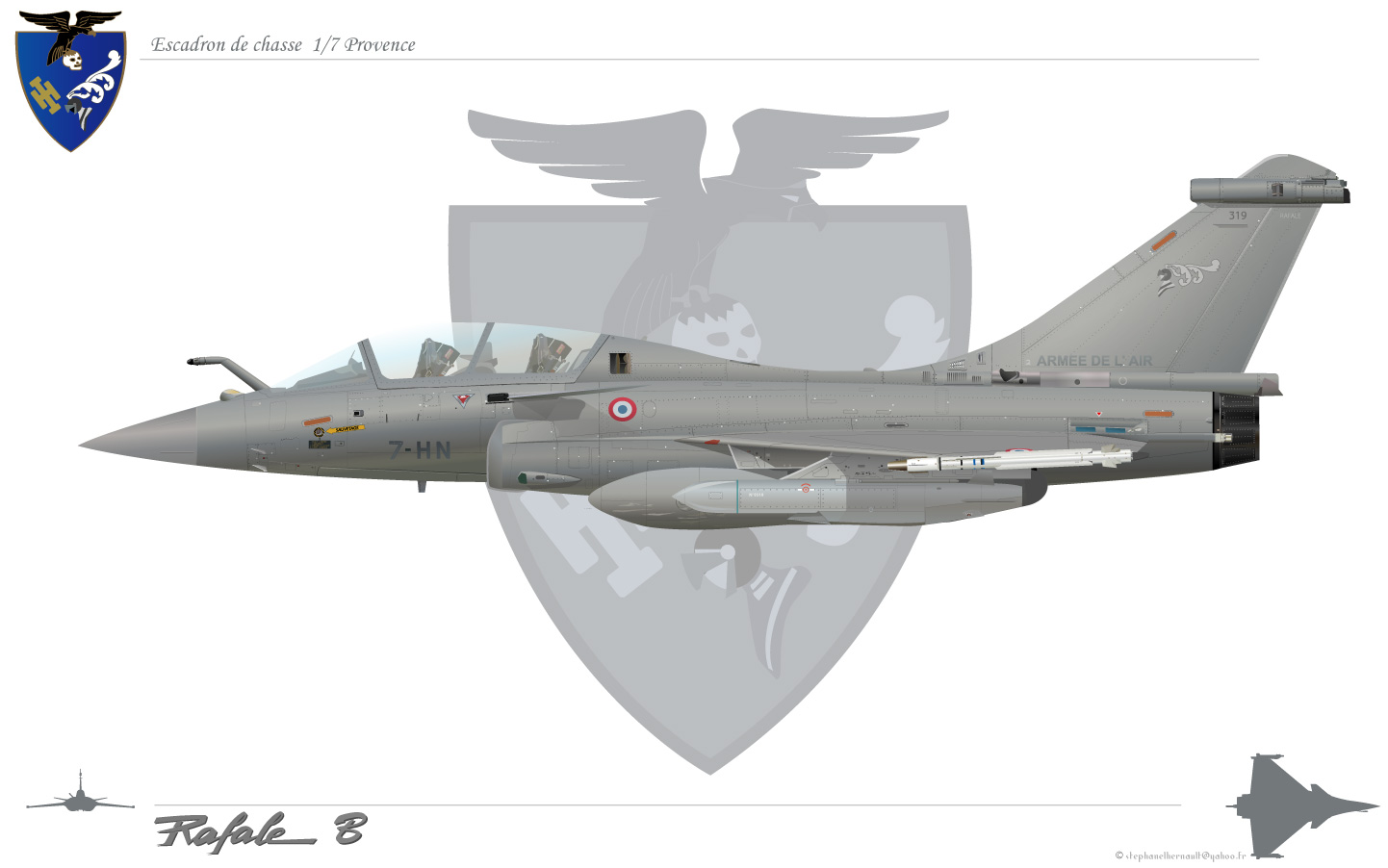
RAFALE B escadron 1/7 Provence
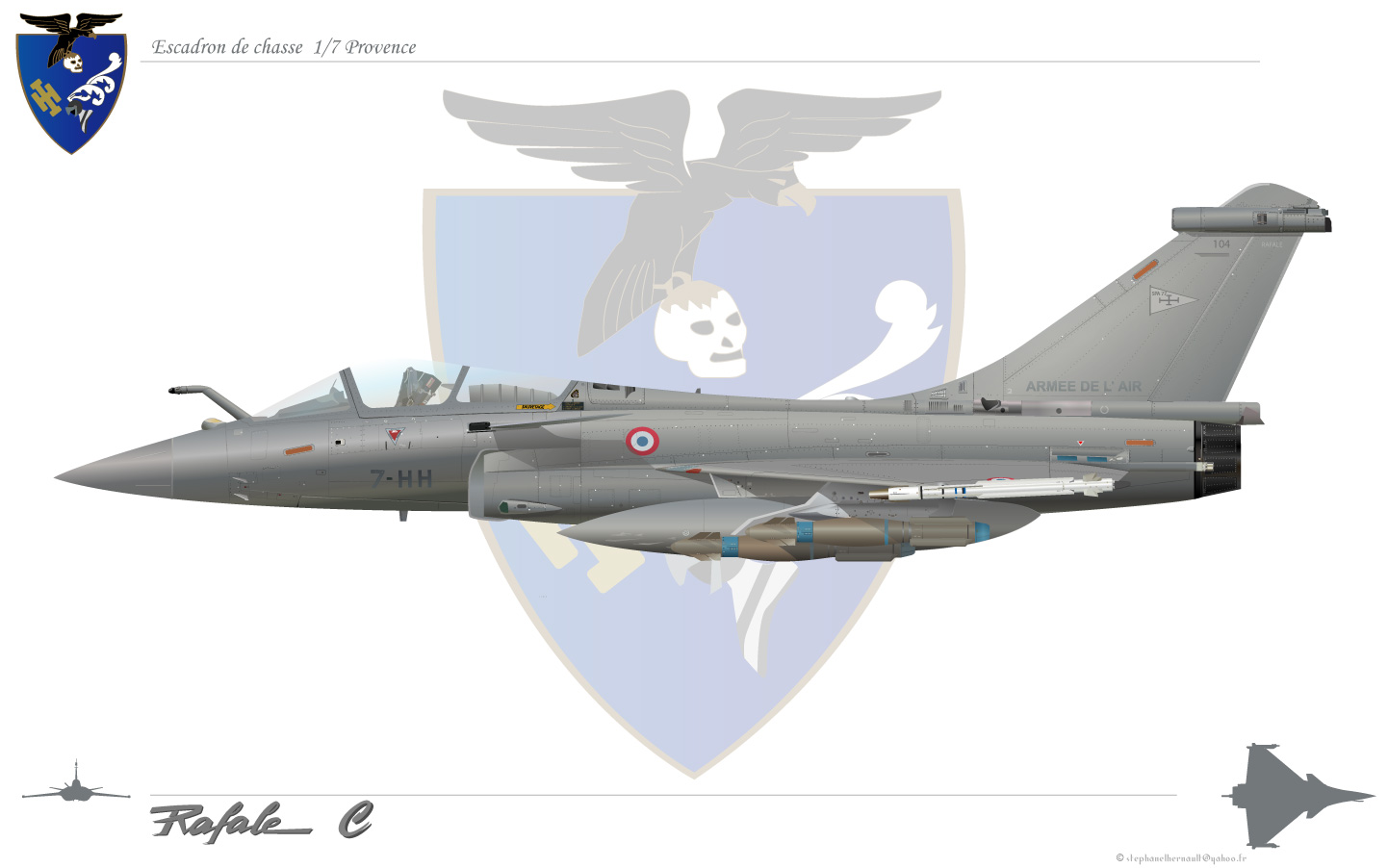
RAFALE C escadron 1/7 Provence
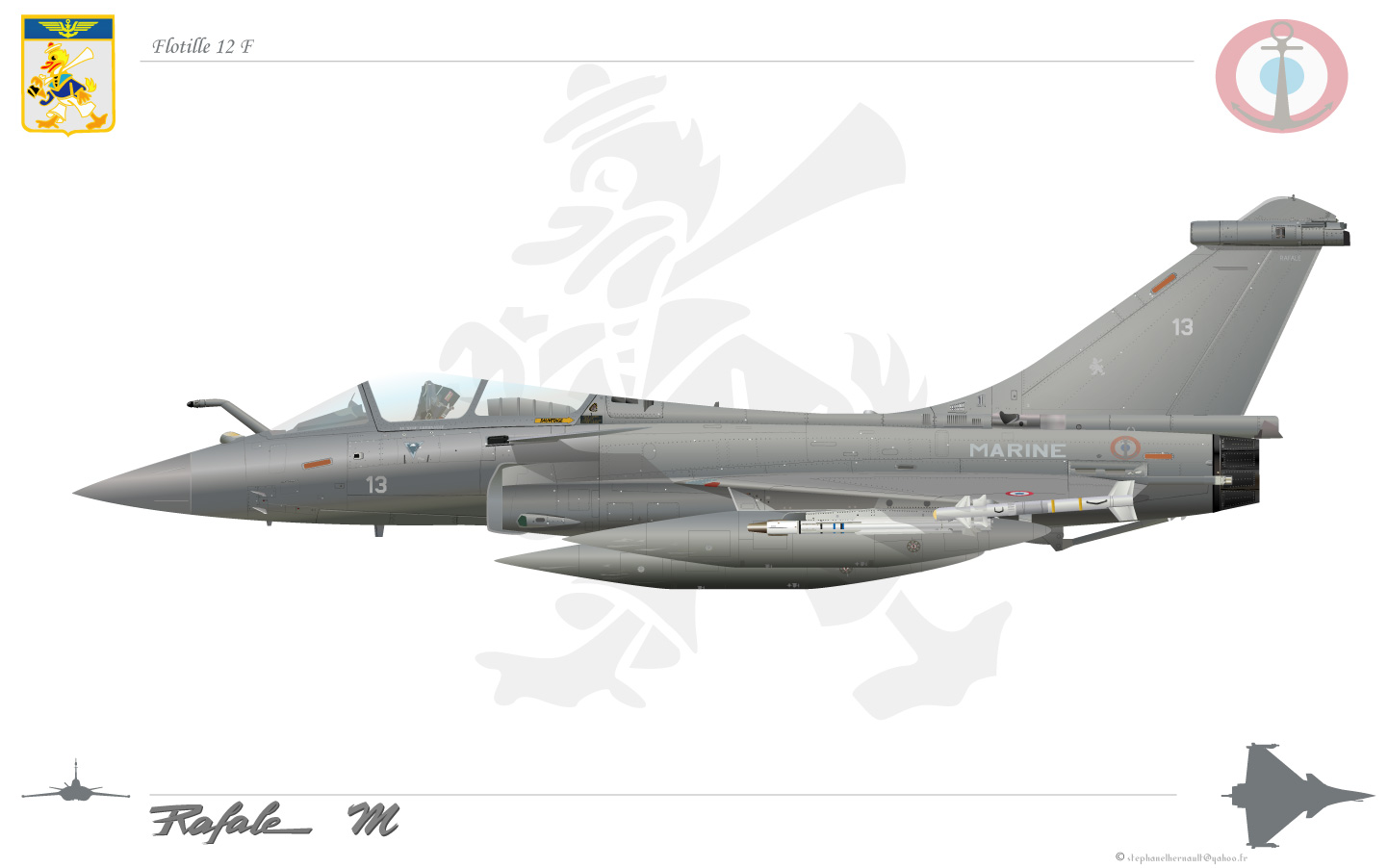
RAFALE M flottille 12F
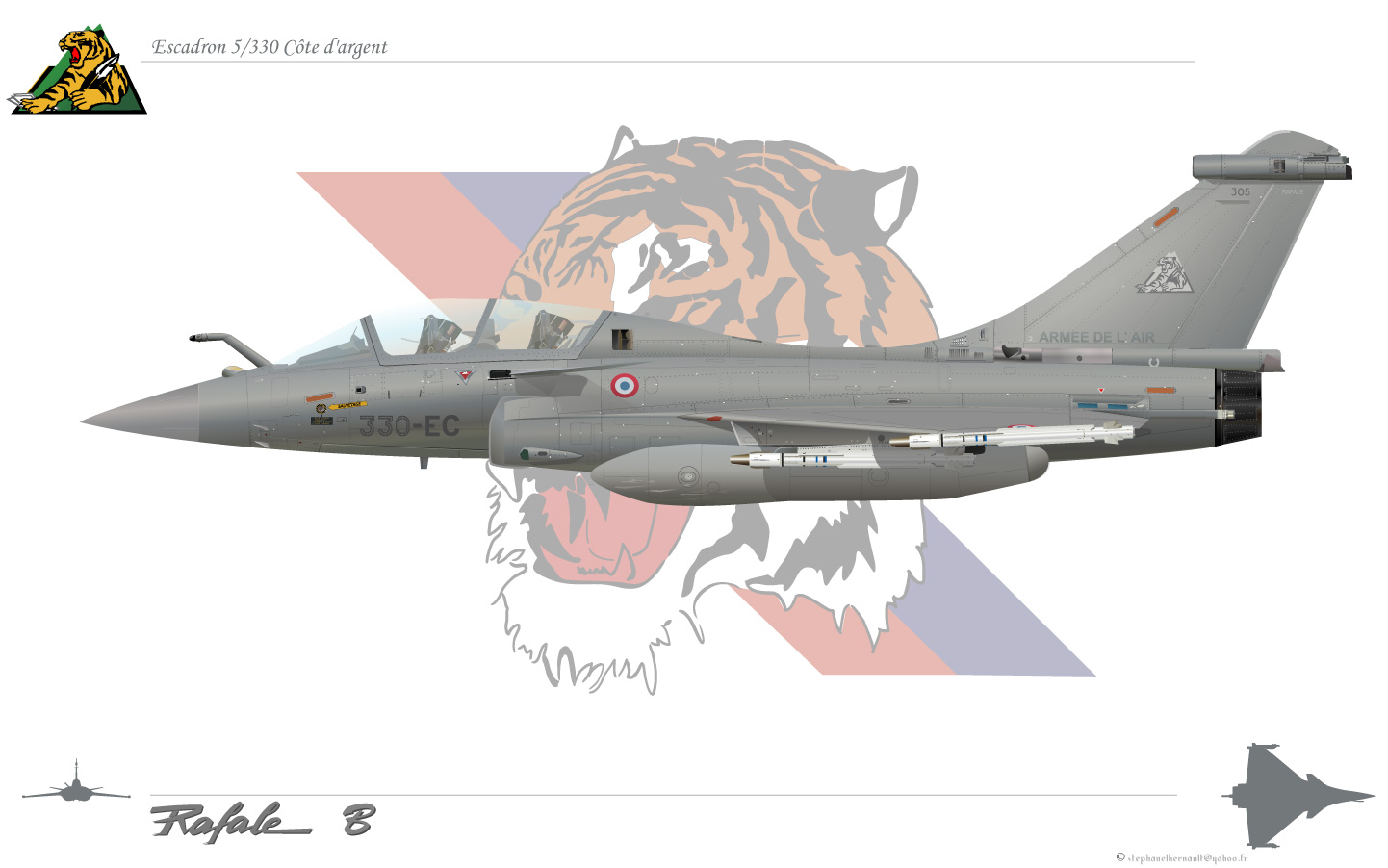
RAFALE B escadron 5/330 Côte d'Argent
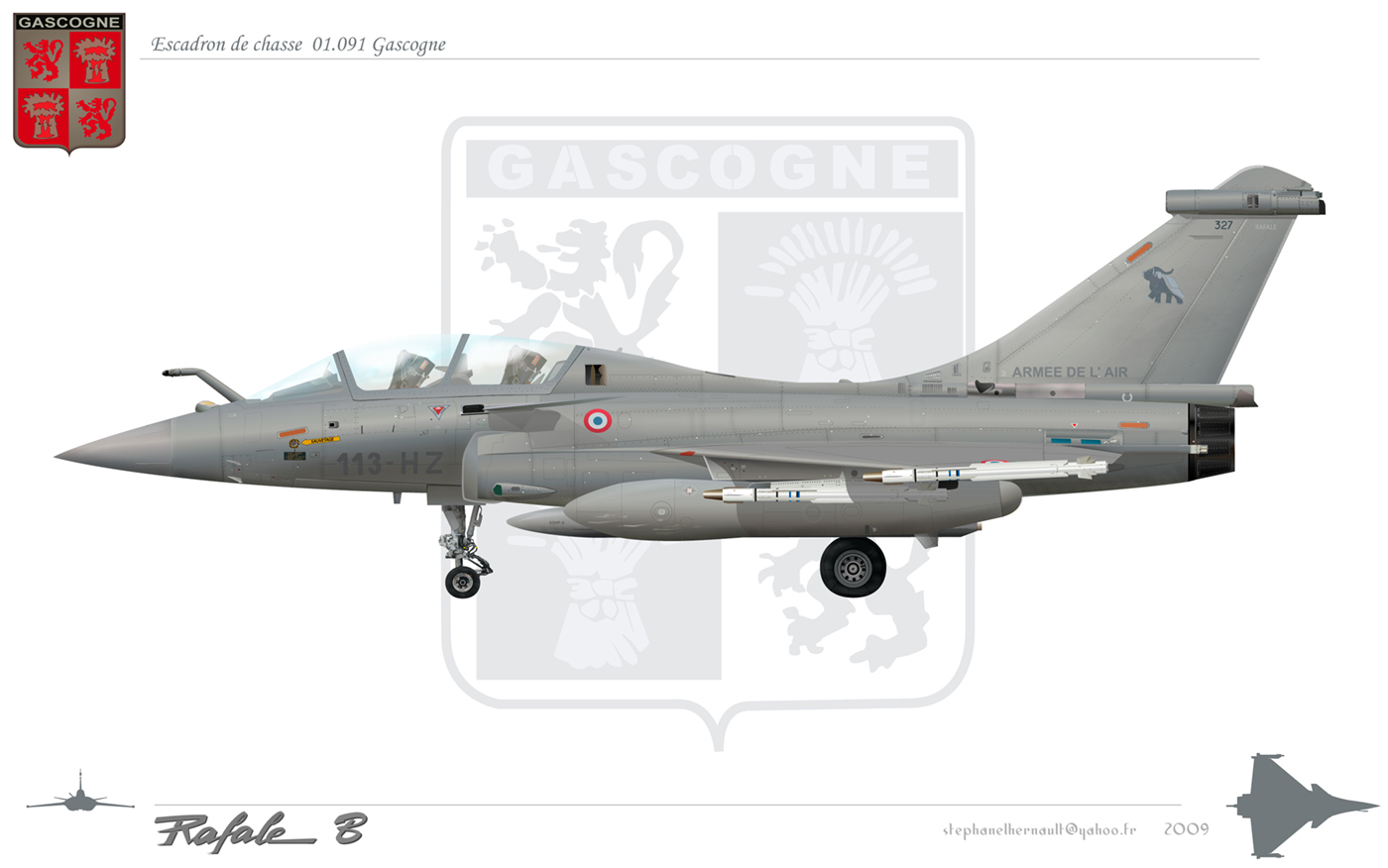
RAFALE B escadron 1/91 Gascogne

### Disponibilità
La disponibilità del Rafale, tutte le versioni, è stata la più bassa di tutti gli aerei da caccia in servizio nelle forze armate francesi (Mirage 2000, Mirage F1). Con il 44,8% nel 2006 o il 45,6% nel primo semestre del 2007, il Rafale è lontano dal 54,6% e 51,7% in generale. Mentre quello del Rafale M è del 70% sulla portaerei Charles de Gaulle, l'omogeneizzazione della flotta aerea e navale consentono già una "comunanza" per la manutenzione e il supporto, all'interno della Struttura Integrata di Manutenzione e condizione operative dei Materiali Aeronautici della Difesa (SIMMAD). Quest'ultima notifica il 12 dicembre 2008 alla Dassault Aviation un contratto di manutenzione di 10 anni, per un importo sconosciuto per i 120 Rafale ordinati.
La disponibilità del Rafale, è in aumento dopo una prima fase di presa in consegna da parte delle forze armate. Essa è stata in media per l'anno 2008 al 65%. Queste cifre comprendono l'immobilizzazione di alcuni aeromobili standard F2 per la loro trasformazione in standard F3. Da febbraio a maggio 2008 disponibilità dei Rafale nel quadro di operazioni di combattimento a Kandahar in Afghanistan nell'ambito della missione ISAF della NATO è stata del 100%, come è stato in precedenti operazioni effettuate sulla portaerei Charles de Gaulle.
Infine, il Libro bianco sulla Difesa e la Sicurezza Nazionale ha raccomandato che "gli aerei da caccia dell'Armée de l'air e dell'Aéronautique navale saranno riuniti sotto il comando operativo del Capo di Stato Maggiore delle Forze Armate, in un parco unico, che arriverà a includere i Rafale e i Mirage 2000D aggiornati, e che sarà gestito dall'Armée de l'air. Quest'ultima, in collaborazione con la Marine nationale, farà in modo di individuare e far emergere tutte le possibili sinergie per l'organizzazione, il supporto e la preparazione di queste forze".

## Specifiche

### Cellula
Il Rafale di serie è un aereo semi-stealth, che utilizza il 50% di materiali compositi (già presenti sul ACX). Ha un'ala a delta a freccia moderata e un grande allungamento alare (48º invece di 58º per il Mirage 2000, da qui una grande finezza dell'ala). Montata in posizione centrale sulla fusoliera, essa è dotata di un piccolo apice di LERX (Leading Edge Root eXtension) a 72º, di elevoni e di un bordo d'attacco appuntito. Delle grandi alette canard sono situate vicino e sopra l'ala e forniscono il miglior compromesso, qualunque sia il profilo di carico o la massa delle armi. Il Rafale dispone un sistema di comandi di volo elettrici in fibra ottica (CDVO o fly-by-light) a vari livelli di ridondanza (tre canali digitali che possono essere soccorsi da un canale analogico, tutti alimentati da diverse fonti di energia) che permette un'accentuata manovrabilità, specialmente in missioni di superiorità aerea e di penetrazione. La cellula è stata progettata per 7.000 ore di volo e ha un sistema di diagnosi del 95% dei guasti, l'IHUMS (Integrated Health and Usage Monitoring System). Il banco di prova aerotrasportabile e imbarcato "Mermoz" permette di testare una cinquantina di carte elettroniche (di cui 18 Line Replaceable Units disponibili in commercio) e la loro rapida sostituzione.

### Armamento e profili di missione

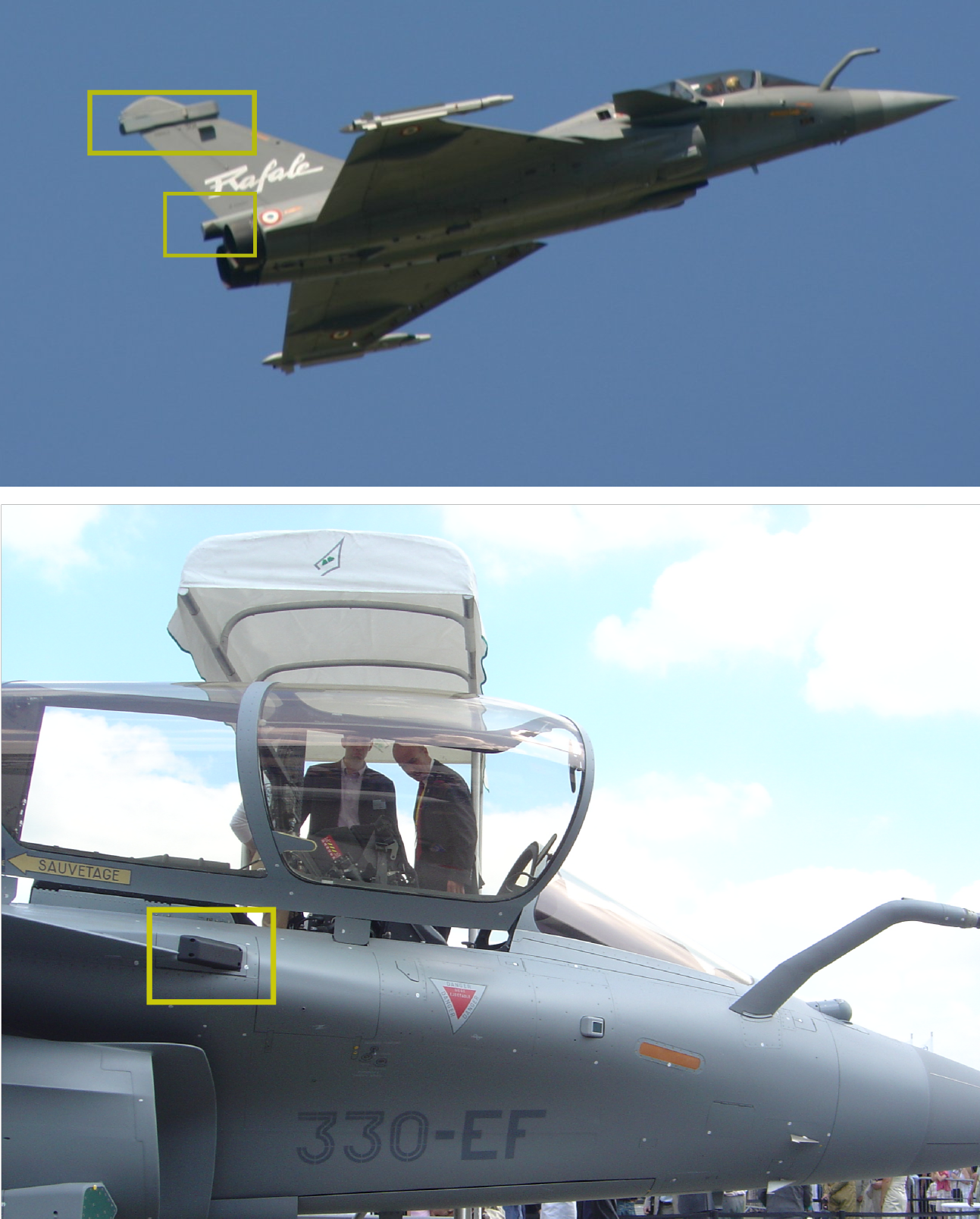
I sensori del sistema Spectra imbarcati sui Dassault Rafale ed evidenziati nei riquadri.

Il Rafale è equipaggiato con 14 punti d'ancoraggio esterno (13 per la versione navale) che gli conferiscono una capacità di carico massima fino a 9.500 kg. È in grado di trasportare una vasta gamma di armamenti, già testati o in uso, secondo l'accordo di normalizzazione NATO (STANAG) 1760. Tra questi vi sono:

#### Armamento aria-aria
- un cannone Nexter DEFA 30 M791
- i missili MBDA MICA
- i missili MBDA Meteor

#### Armamento aria-terra
- la bomba a guida laser Raytheon GBU-12/GBU-24 Paveway
- la bomba guidata Sagem Défense Sécurité AASM
- il missile da crociera MBDA Apache
- il missile da crociera MBDA SCALP-EG
- il missile da crociera prestrategico MBDA ASMP-A

#### Armamento aria-mare
- il missile antinave MBDA Exocet AM39 B2 a portata media, con guida inerziale e radar

#### Carburante
- da 1 a 5 serbatoi esterni da 1.250 litri ciascuno;
- da 1 a 3 serbatoi esterni da 2.000 litri ciascuno;
- 2 serbatoi conformi (CFT in inglese: Conformal Fuel Tank) dorsali da 1.150 litri ciascuno (di forma speciale per minimizzare la resistenza indotta) per estendere il suo raggio d'azione per le missioni di penetrazione. L'adozione di CFT consente di generare punti d'attacco e di aumentare il carico di armi. L'adozione di CFT non genera alcun gene nel combattimento aereo.
- il pod di rifornimento Douglas con un flusso di 750 litri/minuto dai serbatoi interni del Rafale permette di armarlo rapidamente in « buddy-to-buddy » (o « nounou »), è adatto a rifornire un collega dell'Aviazione o della Marina, tutti dotati di una serie di sonde di rifornimento in volo (rimovibili).

#### Varie
Il pod da ricognizione Thales ogni-tempo Reco NG da 1.300 kg per la molto bassa (BA) e medio/alta quota (HA/MA), che opera rispettivamente in infrarosso e in visibile (TV), permette la visualizzazione da parte del pilota di obiettivi al di là del loro campo visivo (Beyond Visual Range) fino a 60 miglia nautiche.

#### Profili di missione e standard
Il Rafale ha 5 impostazioni a seconda dei profili delle missioni:
- la superiorità aerea con da 2 a 6 missili MICA a guida elettromagnetica o infrarossa, o 4 MICA e 2 Matra R550 Magic e di un serbatoio supplementare (F1 standard);
- il bombardamento aereo e il supporto aereo ravvicinato (close air support) con 2 missili MICA o 2 Magic II, fino a 6 bombe guidate AASM, più 3 serbatoi supplementari (F2 standard);
- la penetrazione a lungo raggio con 2 missili MICA, 2 missili da crociera SCALP EG, più 3 serbatoi supplementari (F2 standard);
- il bombardamento in mare con 4 missili MICA, 2 missili Exocet AM39 B2, più 2 serbatoi supplementari (F3 standard);
- l'attacco nucleare con da 2 a 4 missili MICA a guida elettromagnetica o infrarossa, 1 missile nucleare ASMP-A, più 2 serbatoi supplementari (F3 standard);

Standards
Standard LF1: sistema avionico provvisorio, mancanza del cannone interno e solo limitate capacità aria-aria.
Standard F1: implementa il cannone interno e funzioni aria-aria di base con missili MICA EM e Magic II.
Standard F2: implementa i missili MICA IR e Scalp EG, le funzioni aria-suolo e terrain following, il sistema IRST, la possibilità di trasportare un tanker pod centrale per il rifornimento di altri velivoli, il data link.
Standard F3: implementa piene capacità multiruolo, comprese quelle per l'attacco antinave (Exocet), la ricognizione e possibilità di imbarcare i missili ASMP-A, ed un casco HMS per il pilota. Il raggiungimento di questo standard è previsto a partire dagli esemplari consegnati nel 2007. Tutti i velivoli già in servizio saranno portati allo standard F3 nel corso del programma di manutenzione.
Standard F4 o F3+ o F3 road map: in corso di sviluppo, implementerà un radar Active Electronically Scanned Array (AESA) della Thales, dal 2012.

## Altro

### Esportazione
Il primo contratto extra-francese è arrivato a inizio febbraio 2012, quando lo stesso Presidente francese Nicolas Sarkozy ha annunciato alla stampa la firma di una mega commessa per la fornitura di 126 Rafale all'Aeronautica Militare dell'India.
Sino ad allora nessun ordine era stato registrato per l'esportazione (anche se il Rafale è stato valutato molto positivamente in molte recensioni), anche se il Brasile ha dato il proprio consenso di principio per acquistare 36 Rafale. Inferiore al Typhoon in termini di inviluppo e dotazione avionica, aveva tre punti di forza in un radar più performante, un prezzo più economico e una maggiore flessibilità nelle armi montabili sul velivolo.
Il Rafale doveva tuttavia affrontare la forte concorrenza di Typhoon, JAS 39, F-16, F-15E ed F-35, e il peso politico degli Stati Uniti.
Il Rafale è stato ordinato nelle seguenti nazioni:
- Qatar, il 30 aprile 2015 lo sceicco Tamim bin Hamad al-Thani assieme al presidente francese François Hollande ha affermato che il Qatar ha ordinato 24 Rafale con la possibilità di ordinarne altri 12. Il contratto è di € 6.3 miliardi per 24 Rafale firmato il 4 maggio 2015.
- Egitto, il 16 febbraio 2015 l'Egitto ha firmato un contratto per 24 Rafale a € 5.2 miliardi, a giugno sono stati consegnati i primi 3 Rafale, nel gennaio 2016 ne ha ricevuti altri 3. Tutti i 6 Rafale sono biposto e sono stati prelevati dalla Forza Aerea Francese. Dei 24 aerei 8 sono monoposto e 16 biposto.
- India, dopo varie vicissitudini il governo indiano ha annunciato l'acquisto di 36 aerei il 15 aprile 2016 prodotti in Francia al prezzo di € 9.8 miliardi.
- Emirati Arabi Uniti, 80

Le difficoltà di vendita del Rafale si trovano nell'essenza stessa del programma francese che soddisfa l'obiettivo di possedere un velivolo in grado di supportare diverse situazioni di combattimento, situazioni in cui i paesi potenziali clienti hanno, o producono aerei diversi. Mentre la Francia si sta muovendo verso la standardizzazione dei suoi aerei da combattimento con il Rafale (il che permette di limitare il numero di aerei a bordo, o di avere il maggior numero di aerei con capacità di combattimento, invece di avere diversi aerei rispondenti a diversi tipi di missioni), gli altri Paesi che sono alla ricerca di velivoli ad alte prestazioni possiedono altre classi di aerei per soddisfare molto bene ma solo alcune delle prestazioni che il Rafale può eseguire.
A questa particolarità del Rafale francese si aggiunge la concorrenza proposta dal Typhoon, dal Saab JAS 39 Gripen della stessa generazione e degli aerei americani meno recenti ma forse così più rodati e più sicuri. Da notare soprattutto che il Rafale non è il meno caro e che, anche se è presentato come uno dei migliori aerei da combattimento del momento (dal produttore e dalle autorità francesi), le sue prestazioni sono a volte inferiori su alcuni punti rispetto ad altri aerei più specializzati.
L'atout di vendita del Rafale, nonostante le sue elevate prestazioni, sembra essere la sua versatilità, nel senso che è un aereo imbarcato che permette di limitare la varietà di caccia da combattimento (2 sulla Charles de Gaulle per il momento). Pertanto, i paesi più interessati sono stati o sono i paesi che hanno o desiderano avere una forza aeronavale (Brasile, India, Inghilterra). Ma questo atout non è unico in quanto l'F/A-18 Super Hornet offre gli stessi benefici (l'F/A-18 Hornet è l'unico aereo da combattimento imbarcato sulle portaerei americane dopo il ritiro degli F-14).
Infine, i paesi interessati pensano che dato il prezzo dell'aereo, il trasferimento tecnologico può essere negoziato: questo è un punto dolente per le autorità francesi, che accettano di vendere gli aerei, ma sono restii a trasferire le tecnologie.

### Operazioni ed esercitazioni

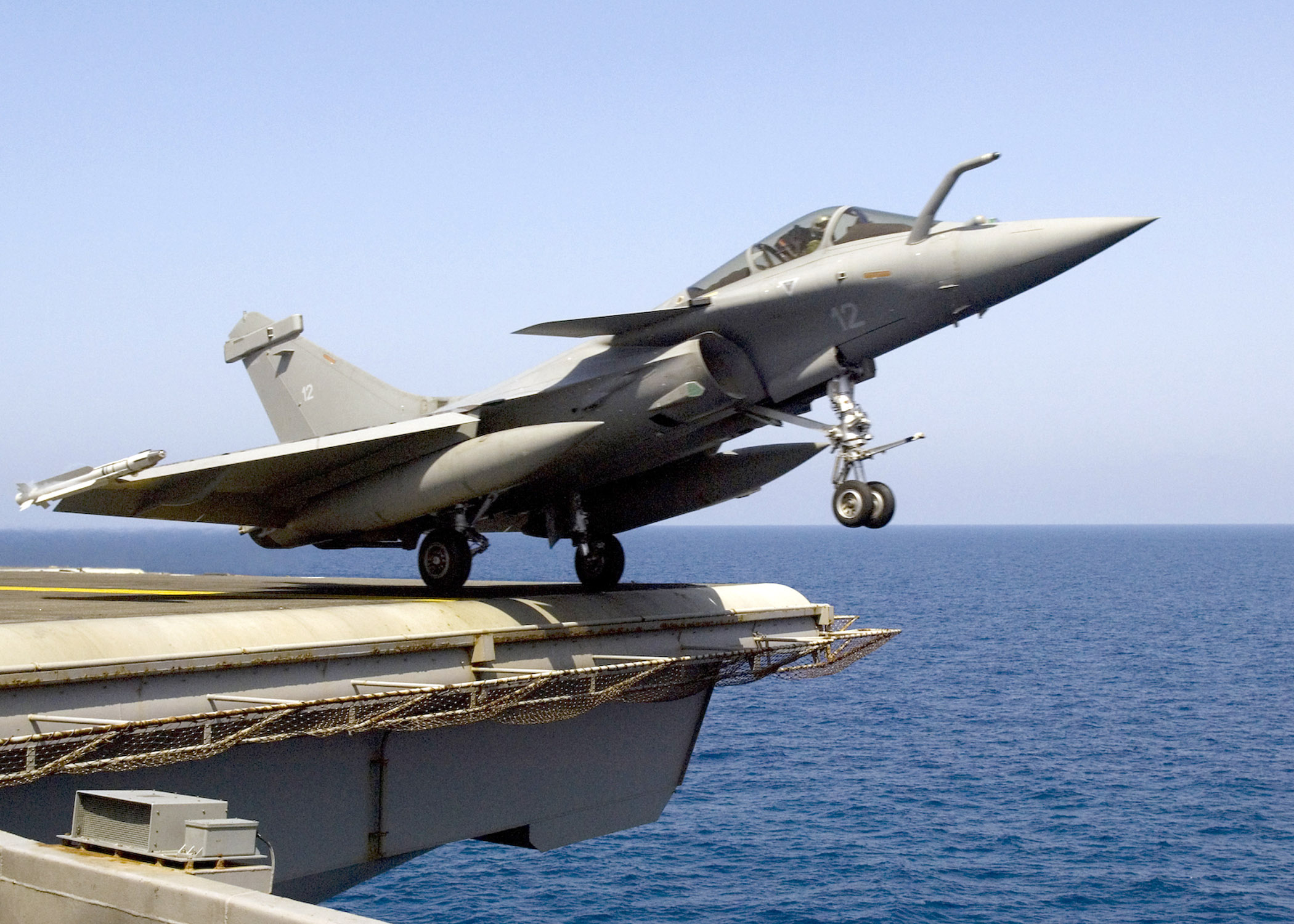
Decollo di un Rafale F2 dalla portaerei USS Enterprise al largo di Cannes (23 luglio 2007)

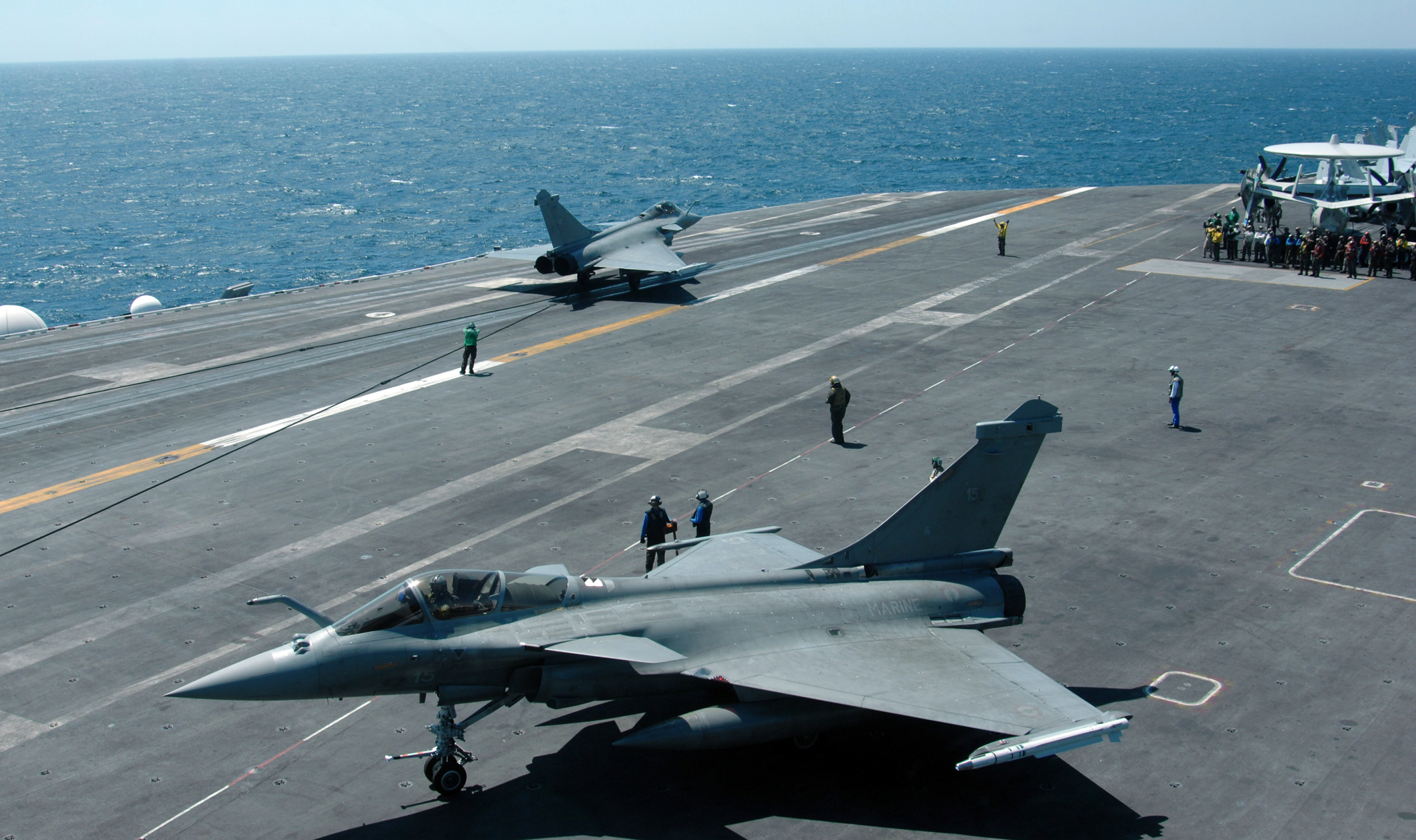
Due Rafale, di cui uno in appontaggio, a bordo dell'USS Harry Truman al largo di Marsiglia (21 maggio 2008)

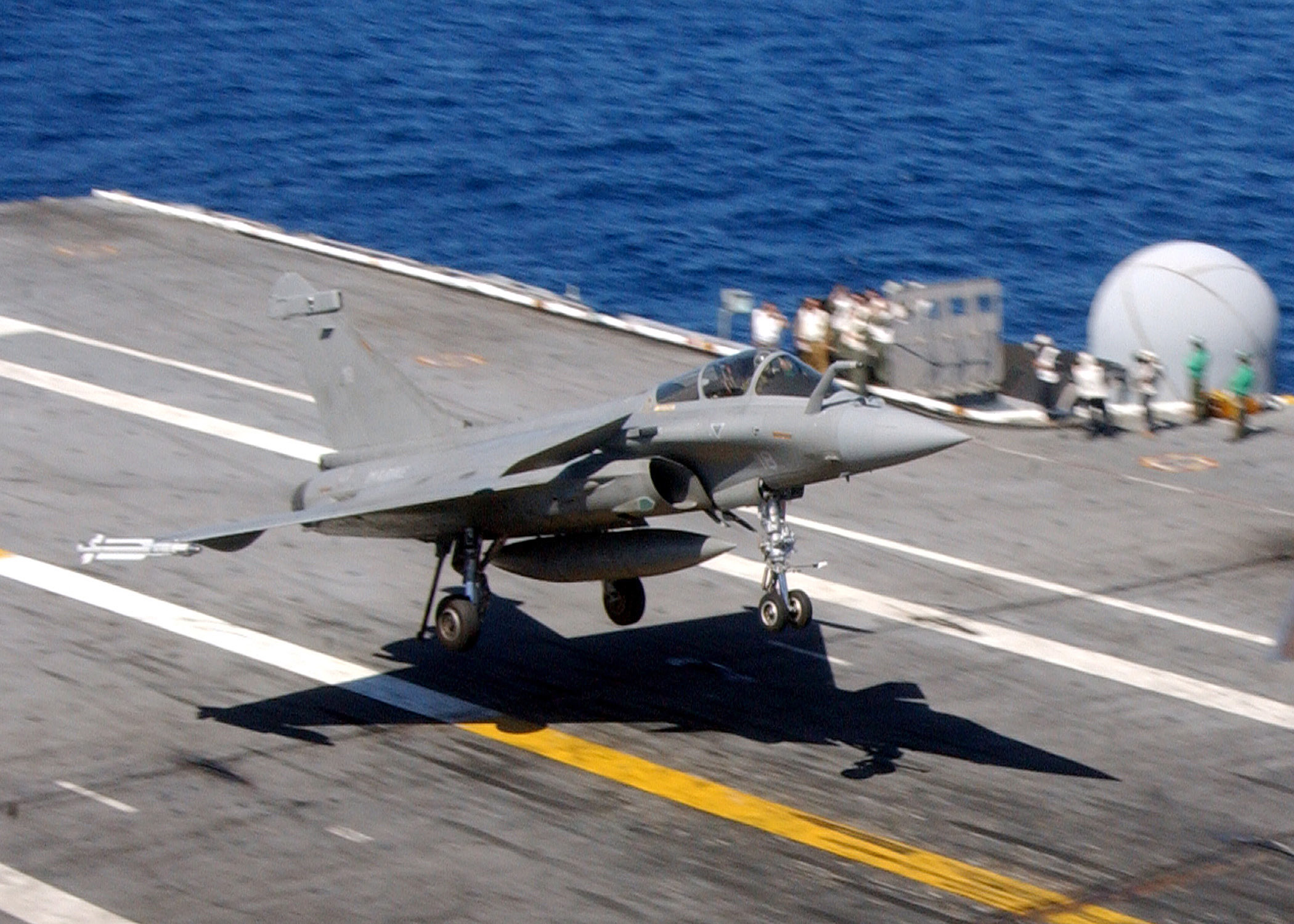
Un Rafale in appontaggio sull'USS Theodore Roosevelt al largo di Norfolk (Virginia) (19 luglio 2008)

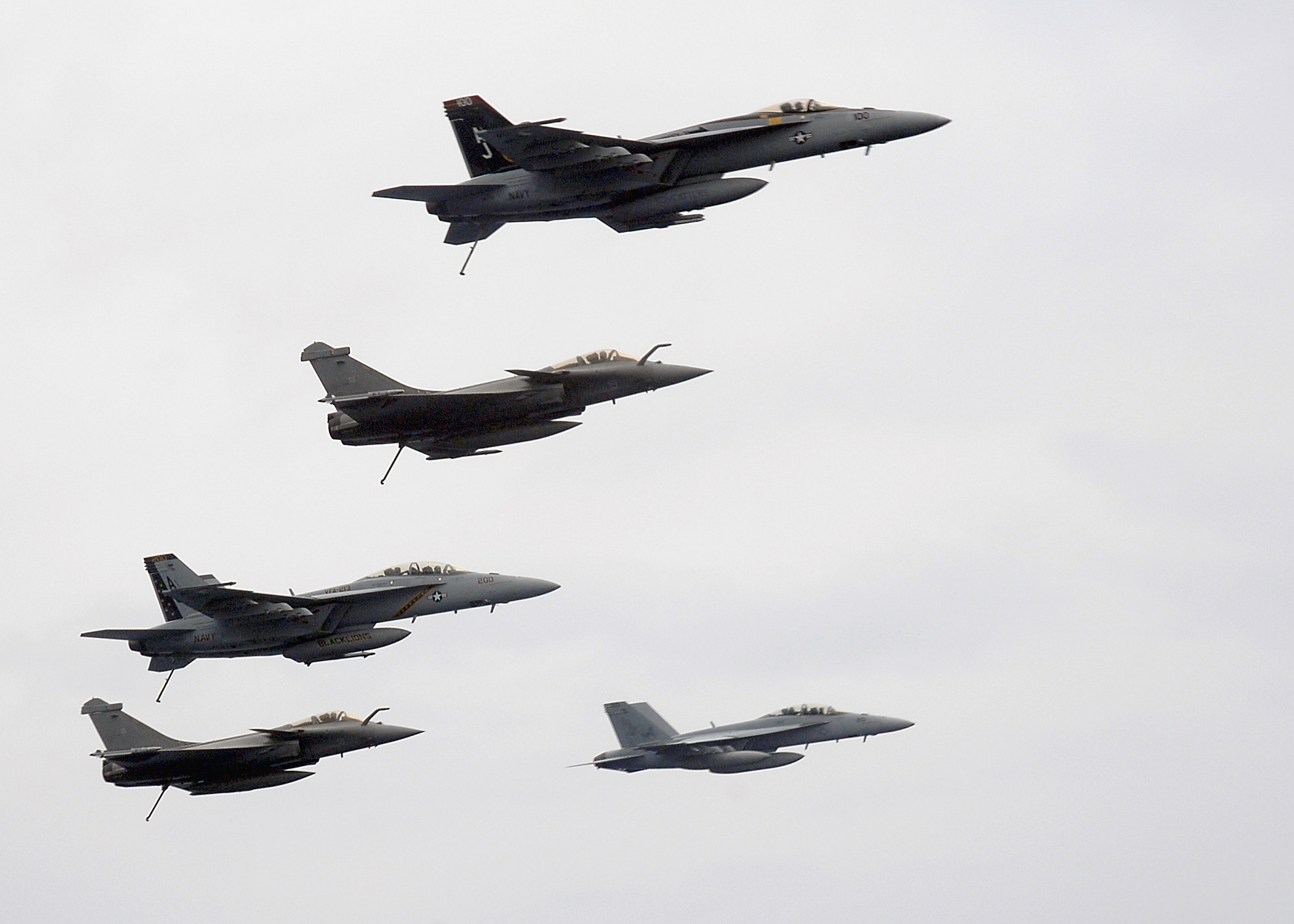
Due Rafale volano in formazione con tre F/A-18 Super Hornet dell'US Navy (23 luglio 2008)

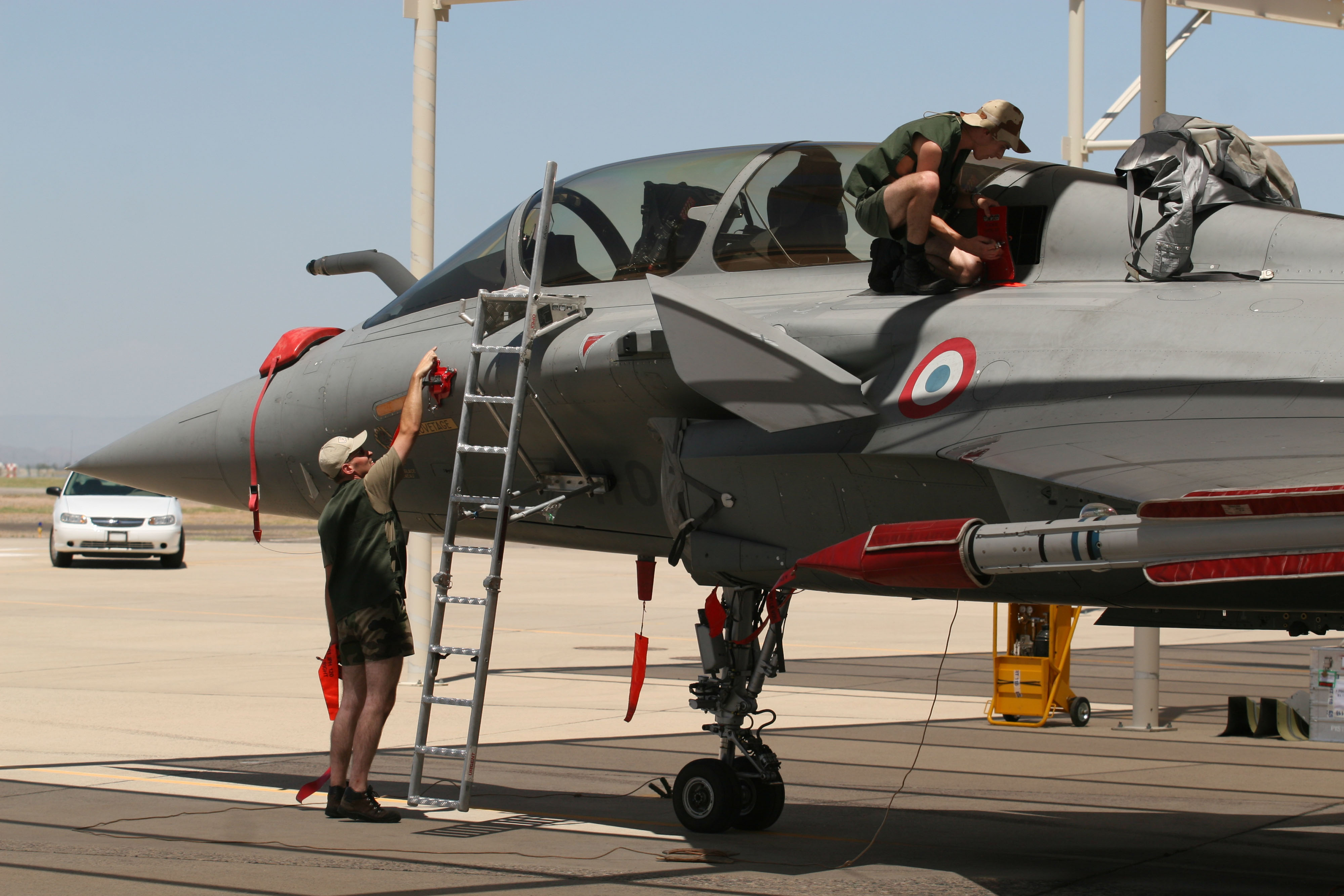
Due meccanici francesi attorno al loro Rafale durante una visita alla Luke Air Force Base (Arizona) (29 luglio 2008)

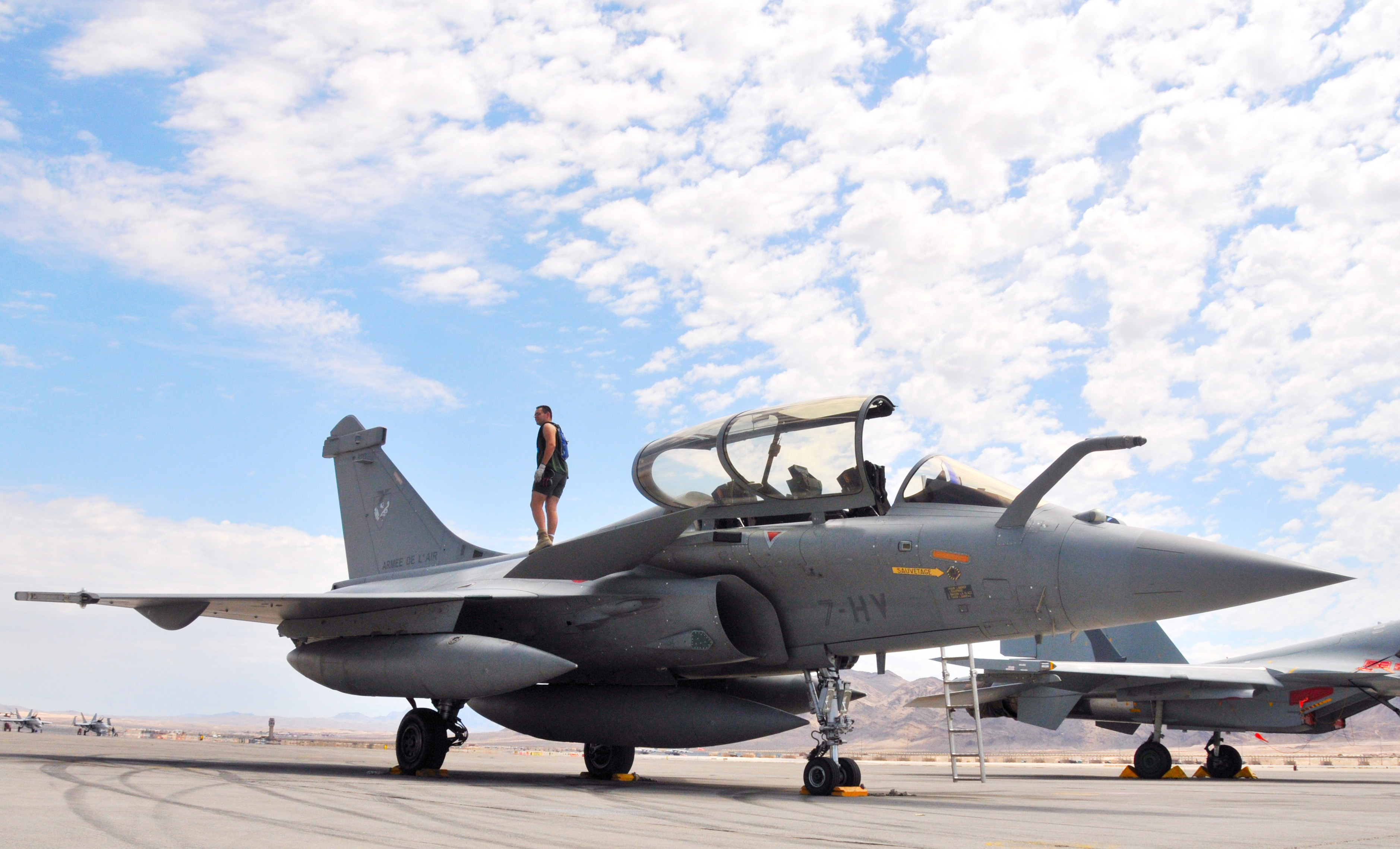
Un Rafale de l'Armée de l'air alla Nellis Air Force Base (Nevada) per l'esercitazione Red Flag 08-4 (7 agosto 2008)

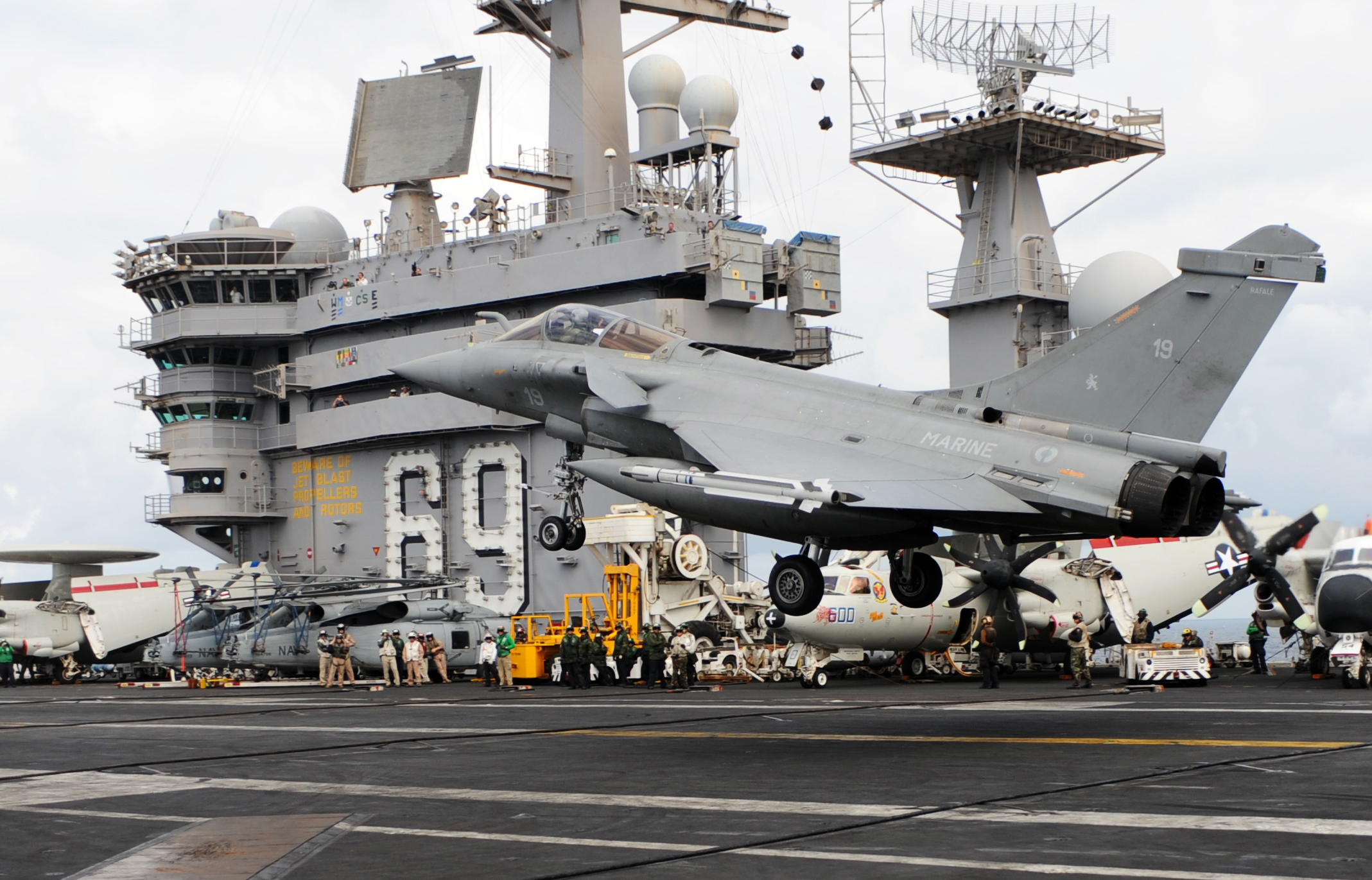
Un Rafale dellAéronautique navale effettua un «touch and go» sul ponte di volo dell'USS Dwight D. Eisenhower (19 luglio 2009)

- Dal 9 al 19 giugno 2002, durante la crisi tra India e Pakistan, i Rafale M a bordo della portaerei Charles de Gaulle nel Mar Arabico effettuano le loro prime esercitazioni reali di combattimento asimmetrico armati di missili aria-aria, in collaborazione con F-14 e F/A-18 nella United States Navy;
- Dal 4 febbraio al 15 aprile 2003, esercitazioni sono svolte tra la portaerei Charles de Gaulle e la USS Harry Truman al largo delle coste dell'isola di Creta;
- Dal 1º marzo al 21 maggio 2004, otto Rafale M si sono misurati nel Mar Rosso con i Mirage 2000C/D, di stanza a Gibuti, successivamente, dal 20 al 23 marzo 2004 con i Mirage 2000-9 degli Emirati Arabi Uniti (esercitazione Northwind'04). Dal 28 al 30 marzo 2004, dei Rafale operano congiuntamente con il gruppo aereo imbarcato della portaerei USS George Washington. Dall'8 al 14 aprile, 2004 ha luogo l'esercitazione Varuna con l'Indian Navy durante la quale i Rafale affrontano i Sea Harrier FRS.51. Il 22 aprile 2004, la portaerei Charles de Gaulle e la sua scorta partecipano all'Opération Héraclès 2/Air Indien integrando la Task Force 473. Le esercitazioni riprendono dal 2 maggio con l'esercitazione franco-saudita Red Shark che vede i Rafale affrontare i Tornado F3 e gli F-15 della Royal Saudi Air Force;
- Dal 25 settembre al 2 ottobre 2006, due Rafale F2 dell'Armée de l'air partecipano all'esercitazione NATO Tiger Meet 06 ad Albacete (Spagna) con degli esercizi di tipo DACT (Dissimilar Aircraft Combat Training) e COMAO (Composite Air Operation)[92];
- Dal 12 marzo 2007, tre Rafale dell'Armée de l'air con base a Dušanbe in Tagikistan e tre della Marine nationale basati sulla portaerei Charles de Gaulle iniziano le operazioni di sostegno delle forze in Afghanistan. Questi velivoli sono modificati d'urgenza per sganciare delle bombe a guida laser, cosa che non era previsto nella versione F2. Tuttavia, essi non sono autonomi e dovevano fare affidamento sui Mirage 2000 o sui Super Étendard per "illuminare" il bersaglio. Il 28 marzo 2007, un Rafale M F2 della Marine nationale sgancia una bomba a guida laser GBU-12 Paveway II, da 277 kg, su richiesta delle truppe olandesi, mentre il 1º aprile 2007, è stata la volta di un Rafale B F2 dell'Escadron de chasse 1/7 Provence a sganciare una bomba a guida laser GBU-12 Paveway II contro una grotta, presunto rifugio dei talebani nella regione di Helmand. Dall'8 febbraio 2008, tre Rafale (B F2 durante la prima missione e poi dei C F2 dotati di AASM nella seconda) sono assegnati alla base di Kandahar in Afghanistan, dove si uniscono ai tre Mirage 2000D presenti dal 26 settembre 2007 e sostituiscono i tre Mirage F1CR presenti dal 29 ottobre 2007[93];
- Il 23 luglio 2007, due Rafale standard F2 e un E2C Hawkeye della Marine nationale, appontano sulla portaerei statunitense USS Enterprise al largo di Cannes. I velivoli sono poi catapultati con successo, evidenziando l'interoperabilità tra il francese Rafale e il sistema navale statunitense. Con un nuovo sistema di calibrazione per GPS dei suoi sistemi di navigazione inerziali, il Rafale F2 è il primo caccia francese ad essere in grado operare pienamente da una portaerei degli Stati Uniti;
- Secondo notizie non confermate dal Ministero della difesa francese, il Rafale F2 partecipa dal 23 febbraio al 5 marzo 2008 ad all'esercitazione trinazionale (Arabia Saudita, Qatar, Emirati Arabi Uniti) Gulf Shield 01;
- Il 21 maggio 2008, due Rafale F2 e un E2C Hawkeye appontano e decollano ciascuno due volte dalla portaerei USS Harry Truman al largo della costa di Marsiglia. Un terzo Rafale F2 effettua tre touch-and-go;
- Dal 22 al 29 giugno 2008, quattro Rafale M partecipano all'esercitazione NATO Tiger Meet sulla base aeronavale di Landivisiau insieme a velivoli belgi, tedeschi, spagnoli, turchi, svizzeri, austriaci, cechi, italiani e britannici. Il tema operativo della Ocean Tiger 2008 si concentra su l'attacco in mare di imbarcazioni della Marine nationale;
- A seguito della indisponibilità della portaerei Charles de Gaulle fino all'inizio del 2009, i piloti dell'Aéronautique navale si addestrano dal 18 al 23 luglio 2008 a bordo della USS Theodore Roosevelt nell'Oceano Atlantico, abbandonando così la possibilità di utilizzare la São Paulo (A-12) (ex Foch (R 99)). Questa esercitazione denominata "Opération Brimstone" (Joint Task Force Exercise 08-4) si svolge sotto l'egida della United States Navy al largo delle coste di Norfolk (Virginia). Il 26 giugno, sei Rafale lasciano la flottille 12F della base aeronavale di Landivisiau, scortati da un C-135FR. Due E2C Hawkeye della flottille 4F della base aeronavale di Lann-Bihoué li raggiungono sulla Naval Air Station Oceana (Virginia), nei pressi di Norfolk, dove attracca l'SSN Améthyste (S 605), il 16. I Rafale si aesercitano quotidianamente con degli F/A-18 Hornet Flight nelle Basic Flight Manoeuvers (combattimento aereo), in voli tattici contro diversi aerei, nel controllo di caccia e nel Close Air Support, e successivamente, partecipano a bordo della USS Theodore Roosevelt, a uno scenario di gestione della crisi e di impegno armato, nel contesto del mantenimento della pace e del conflitto asimmetrico;
- Prima di partecipare dal 9 al 23 agosto 2008 all'esercitazione Red Flag nella Nellis Air Force Base (Nevada), quattro Rafale dello squadrone da caccia 1/7 si esercitano dal 28 luglio all'8 agosto 2008, sulla Luke Air Force Base (Arizona). Il dispiegamento francese comprende quasi un centinaio di piloti. Quattro Rafale biposto che partecipano a tale esercitazione, assistiti da due aerei da trasporto tattico C-130 Hercules degli squadroni di trasporto 2/61 "Franche-Comté" e 3/61 "Poitou". Il ritmo delle esercitazioni aeree è sostenuto. I Rafale effettuano due uscite al giorno, una di giorno e una di notte. "In un ambiente caratterizzato da minacce realistiche suolo-aria e aria-aria che si possono incontrare in un teatro di operazioni, il Rafale è in grado di svolgere missioni di attacco al suolo, proteggendo nel contempo il raid attraverso le sue armi aria-aria. Noi convalideremo anche le capacità di versatilità del Rafale e l'addestramento congiunto degli equipaggi", spiega il tenente-colonnello Fabrice Grandclaudon, comandante dell'escadron de chasse 1/7 Provence;
- Il 6 ottobre 2008, sei Rafale dell'escadron de chasse 1/7 Provence partecipano all'esercitazione della NATO Response Force Noble Ardent 08 su varie basi aeree francesi, accanto ad altri 100 velivoli (caccia, elicotteri, aerei cisterna e aerei da guardia aerea) della NATO, Luftwaffe, USAF, Polemikí Aeroporía, Aeronautica Militare, Wojska Lotnicze i Obrony Powietrznej, Força Aérea Portuguesa e Türk Hava Kuvvetleri. Lo scenario dell'esercitazione mette in scena l'etnia Klorid, presente a Tytan e Kamon, all'origine del conflitto tra questi due paesi. Tytan è vittima di una politica aggressiva condotta da Kamon che desidera costruire una democrazia multiculturale stabile sotto la dominazione etnica Klorid. I velivoli della NATO Response Force si schierano a Tytan per dissuadere e resistere all'attacco di Kamon. L'esercitazione si propone di confermare e convalidare l'interoperabilità, la disponibilità e le capacità di combattimento delle forze aeree della NRF 12, sotto il comando francese a decorrere dal 1º gennaio 2009;
- Dal 13 gennaio 2009, tre Rafale dell'escadron de chasse 1/7 Provence della base aerea 113 Saint-Dizier-Robinson sono di stanza presso la base aerea di Kandahar in Afghanistan, dove rilevano tre Mirage 2000 D;
- Dal 17 al 19 luglio 2009, dei Rafale standard F2 e un E2C Hawkeye, della Marine nationale, appontano sulla portaerei USS Dwight D. Eisenhower nell'Oceano Atlantico;
- L'ex pilota della RAF e della pattuglia acrobatica Red Arrows, Peter Collins, dopo aver volato col Rafale, ha detto: «Il Rafale è semplicemente il migliore e il più completo aereo da caccia su cui ho mai volato. Se dovessi andare in battaglia, qualunque sia la missione, contro chiunque, sceglierei senza esitazione il Rafale»[94]; Collins compara anche il Rafale all'F-22 e all'F-35[95];
- Alla fine del 2009, delle esercitazioni dell'Air Tactical Leadership Course negli Emirati Arabi Uniti, mettendo a confronto quattro Rafale e quattro Typhoon della RAF, mostrano la superiorità del caccia francese, che ha vinto il primo combattimento per 4-0 e il secondo per 3-1 (una sconfitta  per l'attraversamento del plafond di sicurezza). Il Rafale è stato anche confrontato con l'F-22 Raptor in un combattimento a vista aria-aria, non è stato nel mirino di quest'ultimo che una volta. I piloti francesi si rammaricano che l'USAF ha negato l'impiego simulato dei missili MICA. Inoltre, è stata dimostrata la sua superiorità nella rilevazione di missili superficie-aria e a sparare in sessantasei secondi sei AASM contro diversi obiettivi a 48 chilometri di distanza così come tre missili aria-aria MICA, distruggendo virtualmente due aerei difensori. Secondo i piloti francesi, il grande vantaggio del Rafale è la sua capacità di combinare le informazioni ricevute da vari sensori per fornire al pilota una visione integrata della situazione tattica a differenza di altri aerei come i Typhoon che presentano molti contatti per lo stesso dispositivo che i sensori hanno rilevato, che richiede un lavoro di analisi al pilota, mentre lo SPECTRA del Rafale esegue automaticamente una fusione[96][97];
- Il 4 giugno 2010, un Rafale cambia un motore a bordo della portaerei USS Harry S. Truman (CVN-75) nel corso di un'esercitazione, divenendo così il primo aereo da caccia straniero a effettuare questa operazione su una portaerei americana[98];
- Il 1º luglio 2010, dei Rafale dello squadrone da caccia 1/91 Gascogne, di stanza sulla base aerea di Saint-Dizier, hanno preso parte per la prima volta ad una esercitazione di allarme nucleare. Essi sono equipaggiati con il nuovo missile ASMP-A[99];
- Il 19 marzo 2011, 10 Rafale eseguono un raid aereo sulla Libia (Opération Harmattan). Nel pomeriggio di sabato 19 marzo 2011, a seguito degli attacchi libici perpetrati in violazione al cessate il fuoco imposto dalla risoluzione ONU 1973, cominciarono le ricognizioni aeree dello spazio aereo libico da parte dei caccia Rafale, Mirage 2000D e Mirage 2000-5F francesi supportati da un aereo AWACS anch'esso francese, i quali, successivamente alle 17:45 circa (ora locale), eseguirono un attacco contro le forze lealiste al regime di Gheddafi, colpendo quattro mezzi corazzati dell'esercito regolare impiegati nell'assedio di Bengasi (Opération Harmattan).
- Guerra in Mali, Opération Serval (11 febbraio 2013 - in corso; Rafale B e C).

### Incidenti
- Il 6 dicembre 2007, verso le 18:20, il Rafale B nº316 immatricolato 7-HL decollato dalla base aerea 113 di Saint-Dizier (Francia) è schiantato in una zona boscosa del comune di Neuvic (Francia) durante un volo di addestramento di una pattuglia di aerei dello squadrone da caccia 1/7 Provence. Il velivolo volava come secondo a 4.000 m di altitudine e poi scomparso dal radar a 1.500 m sul livello del mare in uscita da una virata stretta a circa 800 km/h. C'era un solo pilota a bordo che non si è eiettato ed è deceduto. Il Rafale volava disarmato, di notte e sotto la pioggia. I primi risultati delle indagini imputano l'incidente ad un "disorientamento spaziale" del pilota, che avrebbe frainteso la posizione e l'orientamento reale del suo aereo.
- Il 22 maggio 2008 alle 10:34, sotto la pioggia, il Rafale M nº16 della squadriglia 12F dell'Aéronautique navale usciva dalla pista ovest della base aeronavale di Lann-Bihoué al momento dell'atterraggio, rompendo una ruota e un terrapieno senza che il carrello d'atterraggio cedesse. Il pilota si è eiettato senza rimanere ferito. L'aereo è stato rapidamente riparato e ha ripreso servizio dopo qualche settimana.
- Il 24 settembre 2009 alle 18:09, i Rafale M nº22 e nº25 della squadriglia 12F dell'Aéronautique navale che si apprestavano a ritornare sulla portaerei Charles de Gaulle dopo un volo di prova, si inabissavano in mare nel Golfo del Leone, a circa 30 km a est di Perpignano, a seguito di una collisione a mezz'aria tra due aerei a causa, secondo il Bureau enquêtes accident de la Défense (BEAD), di un "fattore umano". Uno dei piloti, il capitano di corvetta Yann Beaufils, ha potuto eiettarsi ed è stato salvato. L'altro pilota, il capitano di fregata (R) François Duflot, è deceduto.
- Il 28 novembre 2010 un Rafale M F3 (nº18) della flottiglia 12F operante dalla portaerei Charles de Gaulle nel quadro della missione Agapanthe 2010 è precipitato al largo delle coste del Pakistan, il pilota è riuscito ad eiettarsi ed è stato tratto in salvo[100]. Un problema di livello carburante sarebbe la causa dello schianto[101].
- Il 2 luglio 2012 un Rafale M, durante un'esercitazione con un F-18 è precipitato in mare al largo delle coste spagnole nel Mediterraneo; il pilota è stato recuperato da un elicottero.[102]

## Prospettive future
La DGA ha deciso nel primo semestre del 2006 di incrementare di 400 milioni di euro l'investimento nel potenziamento del velivolo che si farà, ancora una volta, con uno scaglionamento degli ordini. Questo aggiornamento, dapprima chiamato standard F4 poi standard F3+ è ora chiamato "F3 road map". La tabella di marcia del Rafale, condizionata dalla data di arrivo del missile Meteor nel 2012, comprende:
- l'aggiunta nel 2010 al radar Thales RBE2 di un'antenna attiva (AESA), con un migliaio di moduli ricetrasmittenti all'arseniuro di gallio, invece di un unico Tubo ad Onde Progressive (TOP), consentendo un aumento del 50% della portata;
- una nuova versione dell'OSF, OSF-IT, che vede l'abolizione del doppio canale infrarosso obsoleto, si accontenterà di un canale TV migliorato;
- l'integrazione di un rivelatore ad infrarossi di lancio di missili (DDM-NG) Sagem o Thales/MBDA SPECTRA;
- un nuovo reattore chiamato provvisoriamente M88-2 ECO, sintetizzante i progetti abbandonati M88-3 e M88-4 di 90 kN e 115 kN e proponente una migliore spinta (90 kN) sull'aumento del flusso d'aria, che impone una presa d'aria leggermente più grande come dei consumi ridotti e una durata di vita aumentata del 50%;
- lo sviluppo di un dispositivo di radar jamming elettromagnetico di potenza, alla maniera dello statunitense EA-18G Growler;
- l'aggiunta del dispositivo di designazione laser Thales Damocles, che dà la possibilità di bombardamenti a 70 km di giorno come di notte. Il suo sensore a infrarossi, che opera in onde medie, gli permette di mantenere tutta la sua efficacia nelle condizioni climatiche calde e/o umide ed il lancio di bombe a guida laser GBU-24 Paveway III da 1.000 kg;
- l'integrazione di un'antenna satellitare (SATCOM);
- eventualmente, l'adattamento del razzo da 68 mm sviluppato per l'Eurocopter Tigre, perfino un razzo a guida laser, questo anche in comune ai due velivoli (Rafale/Tigre);
- la Dassault Aviation prevede di usare il Rafale (senza apportarvi modifiche) come lanciatore di Microlanceur Aéroporté "MLA" per mettere in orbita dei piccoli satelliti[103][104][105].
- secondo diverse simulazioni della Dassault Aviation, il Rafale è capace, senza modifiche, di operare da una portaerei in modalità STOBAR, ovvero senza catapulta ma con sky-jump e cavi di arresto.[106][107]

## Galleria d'immagini

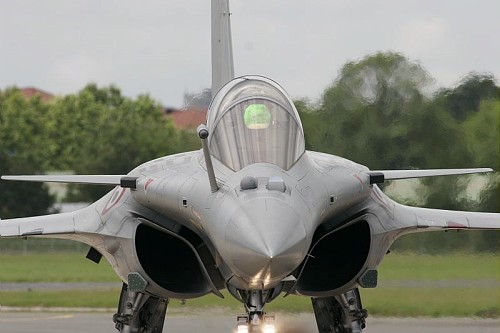
Rafale B vista frontale
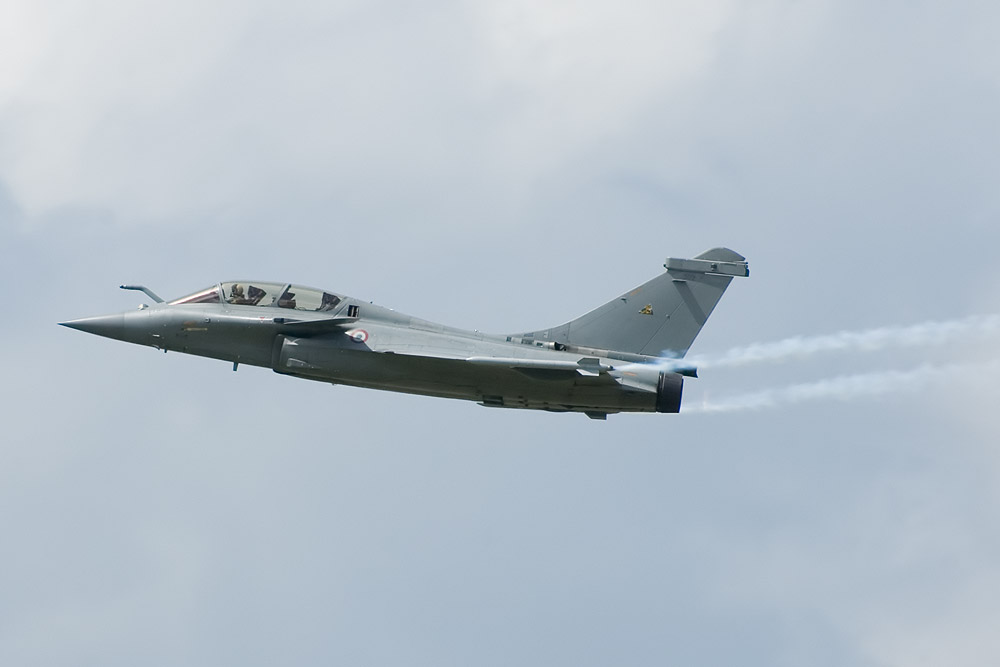
Rafale B in volo
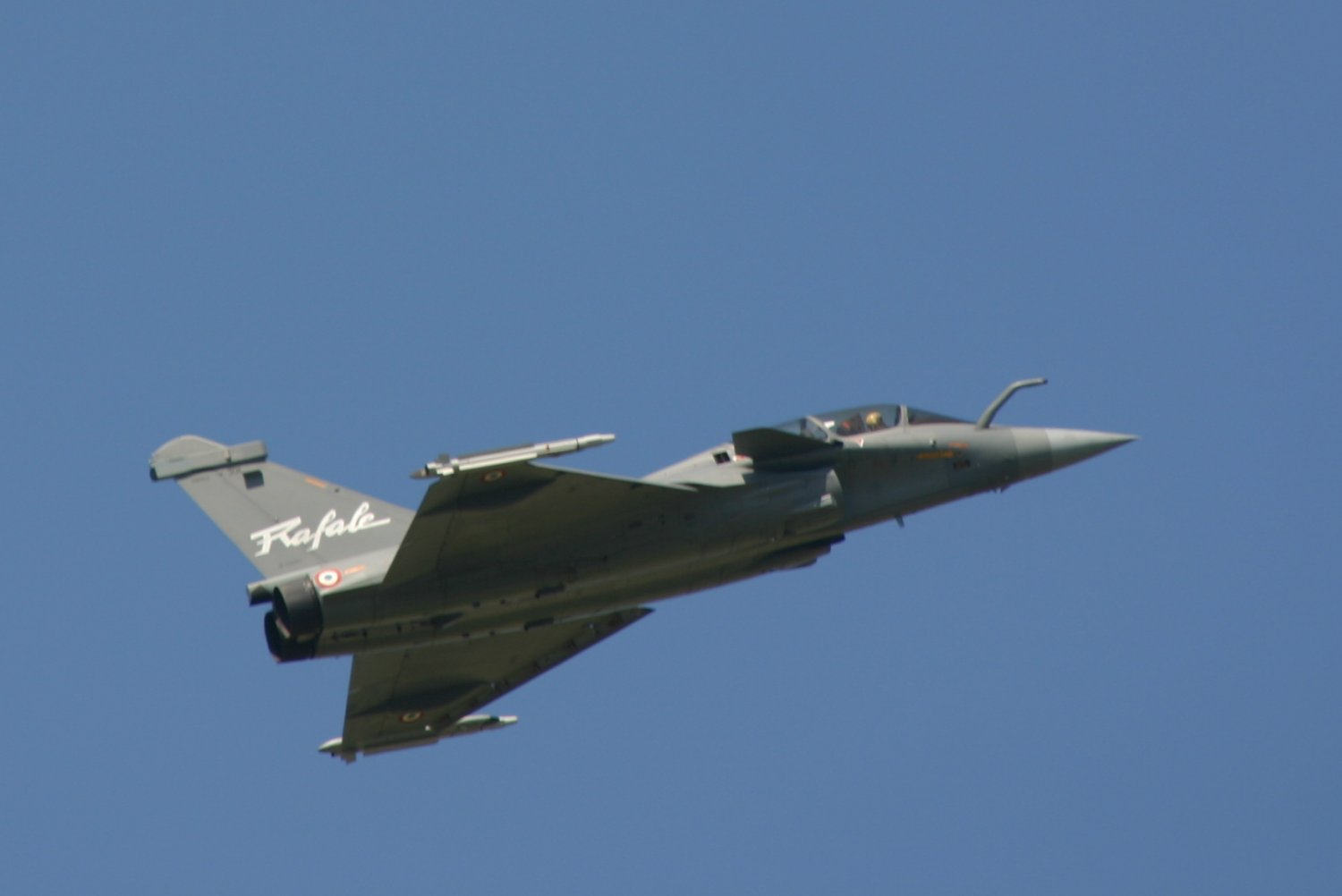
Rafale B in volo
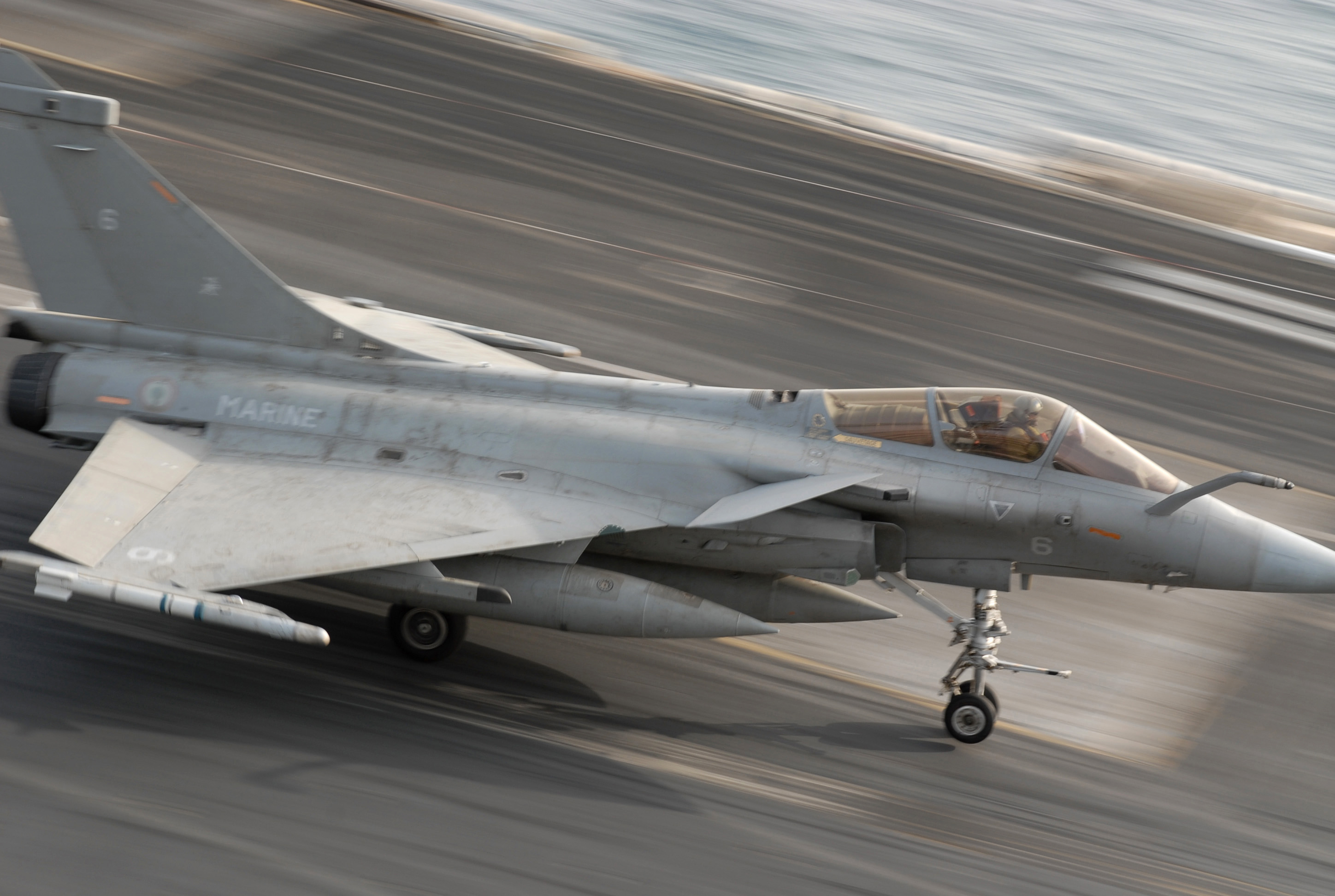
Rafale M touch-and-go

### Aeromobili simili
- Eurofighter Typhoon
- Saab JAS 39 Gripen
- Boeing F/A-18 Super Hornet
- Sukhoi Su-27
- Sukhoi Su-30
- Sukhoi Su-30MKI
- Sukhoi Su-30MKK
- Sukhoi Su-33
- Sukhoi Su-35
- Sukhoi Su-37
- Shenyang J-15
- Chengdu J-10
- Joint Fighter JF-17 Thunder